# Citron
Pour les articles homonymes, voir Citron (homonymie).
Pour l’article ayant un titre homophone, voir Cytron.

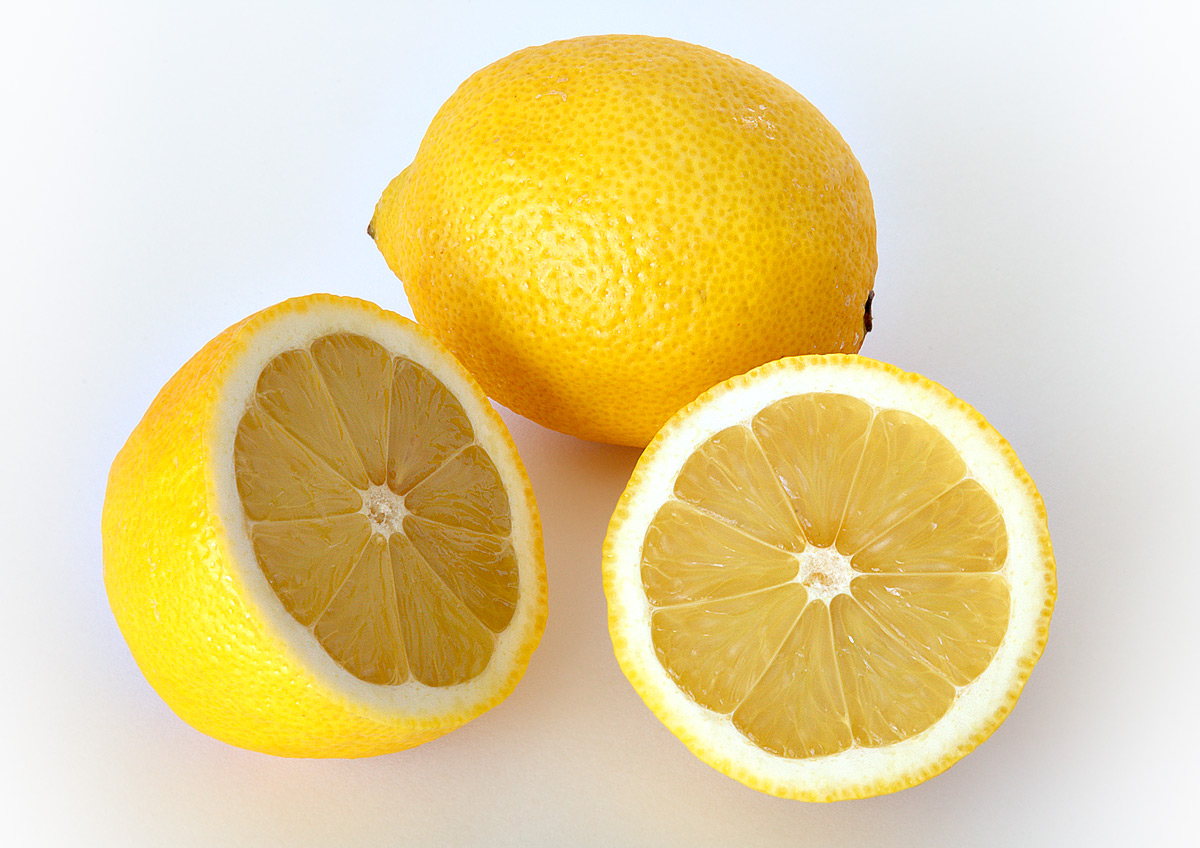
Deux citrons jaunes, un entier et un coupé en deux.

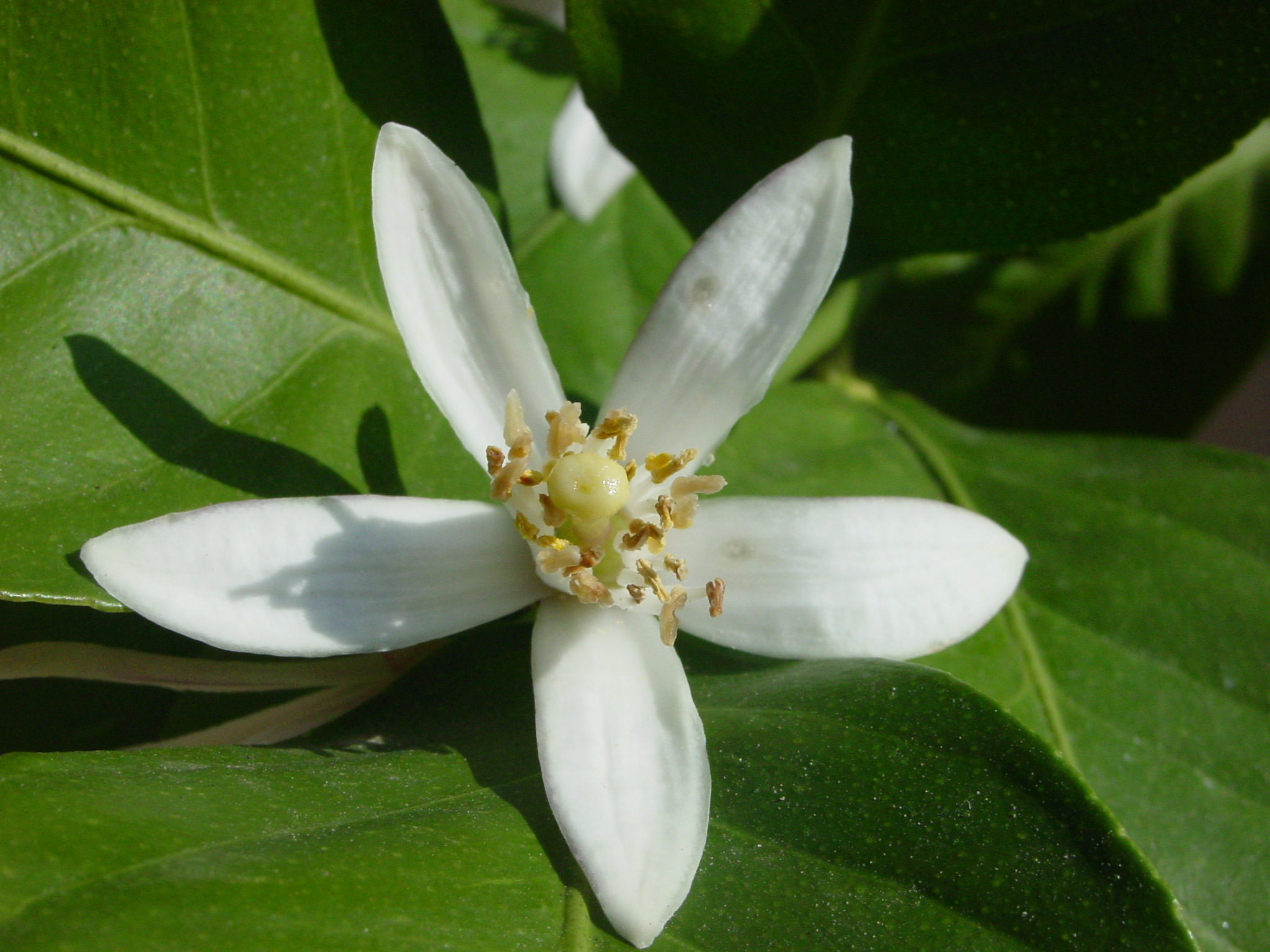
Fleur de citronnier.

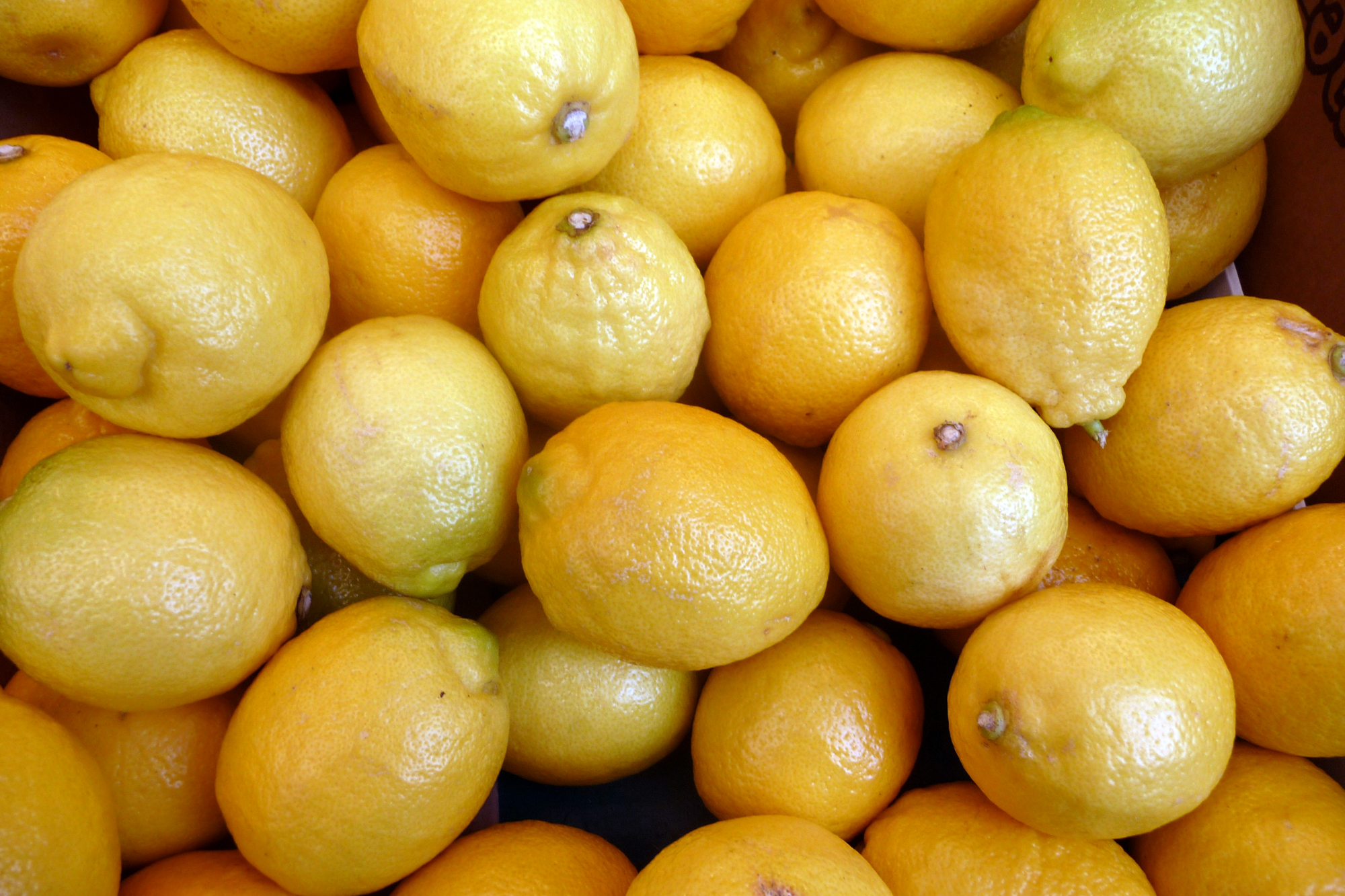
Citrons en vrac.

Le citron (ou citron jaune) est un agrume, fruit du citronnier Citrus limon (L.) Burm. f. (classification de Tanaka). Il existe des formes douces (citron doux), les petits citrons (citrus limon) et acides (citron acide), le plus commun de nos jours, dont le jus a un pH d'environ 2,5.
Ce fruit, mûr, a une écorce qui va du vert  au jaune éclatant sous l'action du froid. La maturité est en fin d'automne et début d'hiver dans l’hémisphère nord. Sa chair est juteuse, le citron acide est riche en vitamine C, ce qui lui vaut — avec sa conservation facile — d'avoir été diffusé sur toute la planète par les navigateurs qui l'utilisent pour prévenir le scorbut. De l'écorce on extrait une huile essentielle qui contient principalement du limonène et du citral.

## Histoire
Phanias d'Érèse semble soupçonner que le citron puisse tirer son nom du mot Cédron.
L'origine du citron jaune est longtemps restée inconnue, notamment en raison de son polymorphisme et de sa diversité inter-variétale. Les chercheurs situaient son ancêtre sauvage dans la région d'Assam, la région indo-birmane ou en Chine. Des études phylogénétiques en 2016 montrent qu'il est né en Méditerranée et est issu d'un hybride entre la bigarade (ou orange amère) et le cédrat vers le Ve millénaire av. J.-C..
Bien que le citron ait longtemps été confondu avec le cédrat, des récits grecs remontant au IIIe siècle indiquent que le citron a fait son apparition en Grèce Antique à partir du IVe siècle avant J-C. Le botaniste Théophraste lui attribue des qualités médicinales, notamment pour lutter contre les poisons. « Il est utile dans le cas d'empoisonnement par un liquide vénéneux, car, pris dans du vin, il agit violemment dans le ventre et fait évacuer le poison. » Il sert également à éloigner les parasites des vêtements et à parfumer la bouche.
Selon l'auteur grec Athénée de Naucratis, le citron commence à être consommé en aliment à partir du IIe siècle, servant notamment d'assaisonnement.
Le citronnier servait à l'origine de plante ornementale dans les jardins de plaisance au Moyen Âge, notamment les jardins islamiques à partir du Xe siècle. Le citron est progressivement introduit dans l'alimentation médiévale où il est utilisé comme fonds acide destiné essentiellement aux aménagements de légumes crus ou d'assaisonnement de toute nourriture au même titre que le verjus, le vinaigre ou le jus d'orange. Il est cependant probable qu'il ait servi de technique de conservation de la viande par l'acide depuis l'Antiquité.
Durant le Moyen Âge, le citron sert pour les marins à lutter contre le scorbut, en raison de sa grande teneur en vitamine C. Il est présent sur les bateaux des conquistadors espagnols lors de la conquête de l'Amérique et est implanté dans les régions les plus ensoleillées comme la Californie ou la Floride.

## Description du fruit

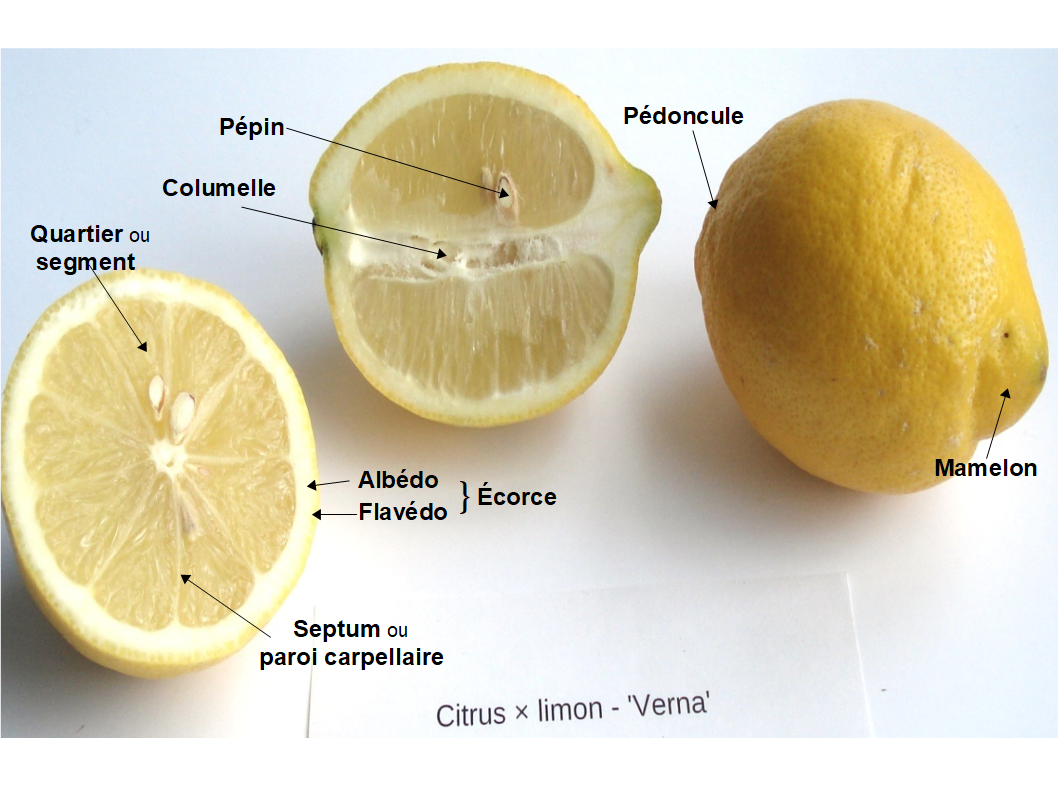
Parties du citron.

Au niveau de la morphologie externe, le citron est un fruit charnu particulier, un type de baie appelé hespéride, issu du développement d'un ovaire multicarpellé. De forme ovale, il est doté chez de nombreuses variétés, d'un mucron ou d'un mamelon cerné d'une aréole, dépression circulaire plus ou moins profonde et large à l'extrémité stylaire. La croissance du pédoncule au cours de la fructification donne naissance à la columelle, axe central plus ou moins fibreux du fruit qui comporte autant de faisceaux libéro-ligneux qu'il y a de carpelles auxquels ils aboutissent. Le calice persistant au niveau de la région pédonculaire, possède 5 sépales verts, soudés en forme de coupe.

Au niveau anatomique, le péricarpe de cet agrume, appelé aussi écorce, est composé de deux couches superposées : la couche externe, également nommée « flavedo » (riche en flavonoïdes, pigments jaunes, du latin flaveo, « jaune »), est formée de l'épicarpe et du mésocarpe externe, et correspond au zeste ; la couche interne blanche et spongieuse, également nommée « albédo » (du latin albedo, « blancheur »), est le mésocarpe interne qui constitue la source la plus importante en pectines et en glucides. Selon la maturité du citron, la couleur du flavedo varie de vert à jaune vif. Il renferme de nombreuses glandes à huile essentielle à l’arôme très typé. Ces glandes, riches en terpènes, constituent une véritable barrière chimique contre les insectes et les microorganismes et permettent de protéger le fruit des attaques extérieures. L'écorce est formée de l'épicarpe et du mésocarpe.
L'endocarpe mince limite la pulpe charnue. Il émet vers l'intérieur des sacs ou vésicules à jus (ces sacs sont des poils endocarpiens, cellules fusiformes constituées d’une grande vacuole où s’accumulent eau, glucides et acide citrique) contenues dans 8 à 12 quartiers (ou segments) bien différenciés séparés par un septum , mince membrane formée à partir de l'épiderme interne des carpelles (cette paroi carpellaire contenant de la cellulose, de l'hémicellulose et des pectines délimite les segments correspondant aux loges carpellaires). Les graines de type pépin se forment dans les loges carpellaires à partir de deux rangs d'ovules placés sur les côtés de l'angle formé par les septa  à leur confluence avec la columelle.

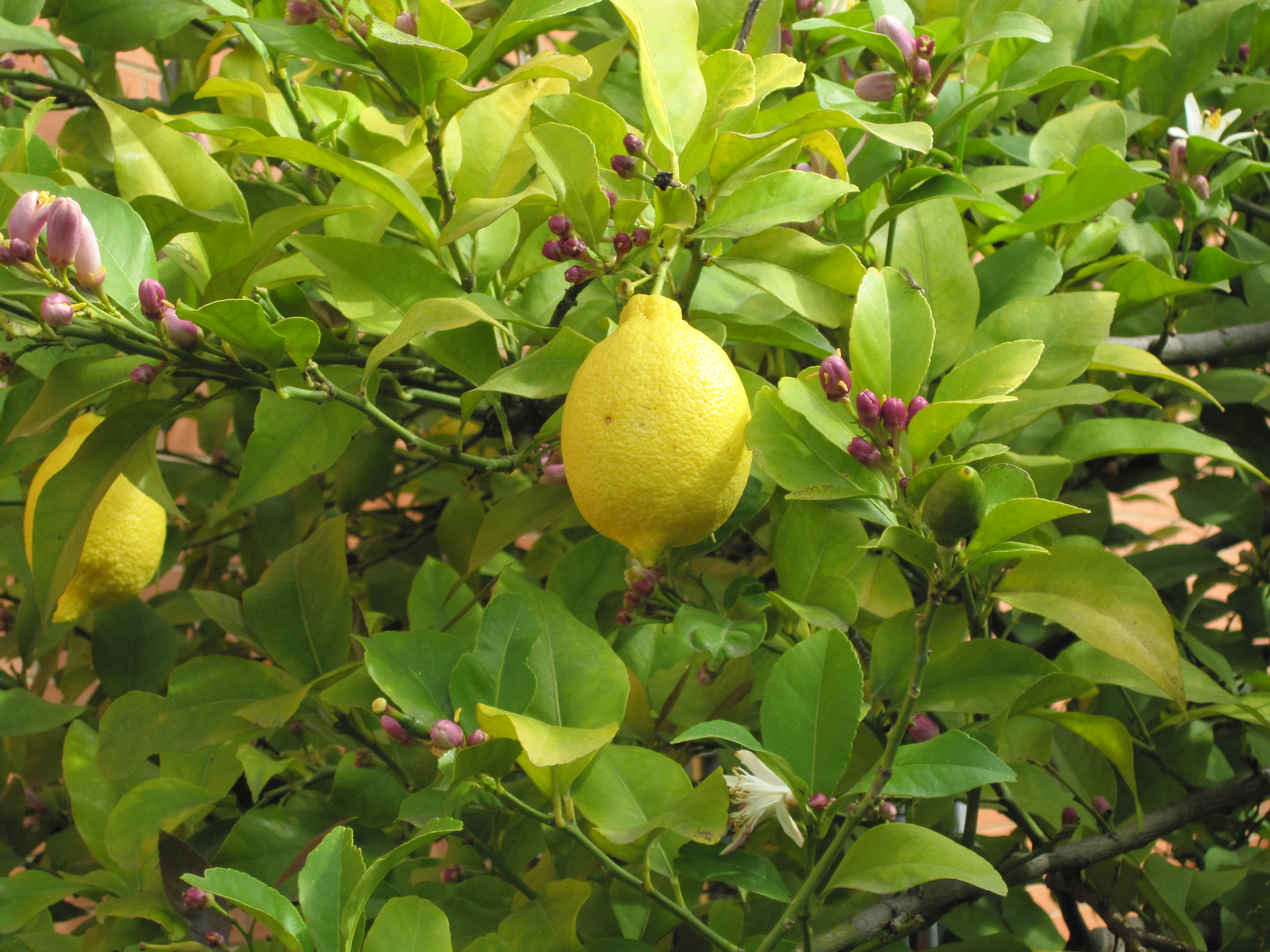
Bourgeons, fleurs et fruits de citron sur la même plante

Un phénomène singulier peut parfois se manifester sur certains individus : la navelisation (de l’anglais navel, cette variété se caractérisant par la présence fréquente d'un second petit fruit qui fait penser à un nombril) qui est analogue à la superfétation chez l'homme. La fleur comporte plusieurs étages de carpelles, le second étage se formant au-dessus et à l'intérieur du premier et donnant naissance à un petit fruit plus ou moins avorté. Ce second fruit peut se former entièrement à l'intérieur du fruit principal ou, au contraire, être repoussé vers l'extérieur en donnant naissance à une protubérance plus ou moins accentuée.
Certains citronniers dits « variegata » produisent des citrons présentant des panachures durant la phase de mûrissement. Les fleurs et la chair des fruits sont roses.
Les citrons verts sont des espèces d'agrume (limes), et non un citron cueilli avant maturité.

## Citrons avec labels de qualité européens
La variété Malaga est un citron à jus doux au zeste aromatique qui se mange localement entier, au sel et à Pâques.

Ces cultivars sont souvent anciens, le citron étant cultivé depuis l'Empire romain, les Arabes andalous ont largement participé à la sélection. Les méthodes de culture sont parfois sophistiquées, les deux IGP de la côte amalfitaine sont ombragés pendant l'été.

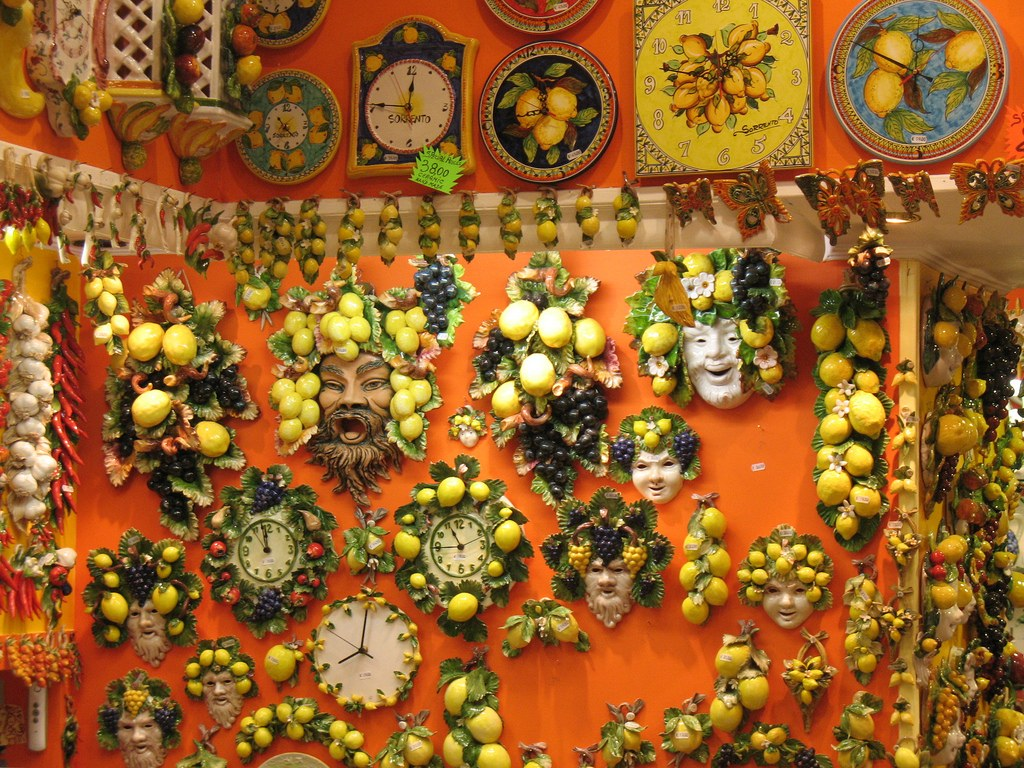
Sorrente

### Indications géographiques protégées (IGP)
Il existe actuellement huit IGP en Europe (sept en Italie et une en France). Ce sont : Limone di Rocca Imperiale, Limone di Siracusa, Limone Interdonato Messina Jonica, Limone Costa d'Amalfi, Limone dell'Etna, Limone di Sorrento, Limone Femminello del Gargano et Citron de Menton.

### Prodotti agroalimentari tradizionali (Italie)
Le Produit Agroalimentaire Traditionnel (PAT) est un label italien qui être obtenu avec des méthodes de transformation, de conservation et d'affinage éprouvées par le temps, homogènes pour l'ensemble du territoire concerné, dont les règles traditionnelles ont une ancienneté d'au moins 25 ans. En 2023 8 citrons en bénéficient.

#### Limone dolce di Muravera
Sardaigne no 70. Le citron doux de Muravera est originaire du Sarrabus, cultivé entre Villaputzu et Muravera, au sud est de la Sardaigne. On en fait des  bonbons (Pirichittus) et l'agneau au jus de citron et le Limoncino di Muravera.

#### Limone in seccagno di Pettineo
Sicile no 74. Produit à Pettineo et à Tusa (Golfe de Messine), fruit intéressant par sa méthode de culture, il est peu ou pas arrosé, et s'accompagne d'un travail horticole visant à limiter l'évaporation de l'eau. Le fruit est réputé aromatique, la diffusion est locale.

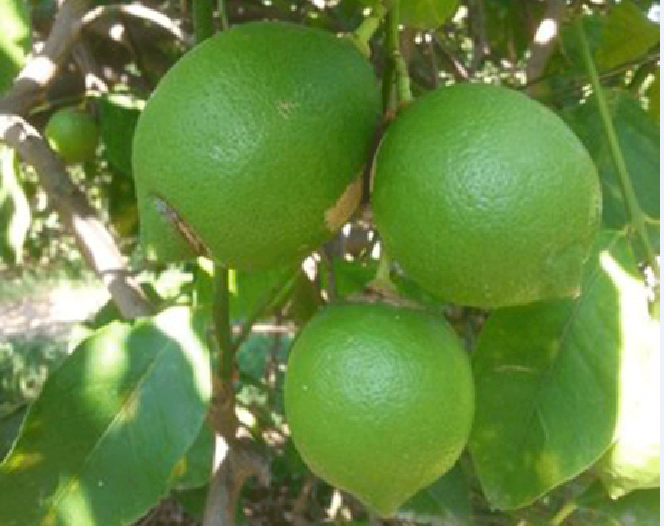
Verdello siracusa

#### Limone verdello
Sicile no 75. La méthode de culture typique de la Sicile consiste à forcer la floraison (3e floraison) du Femminello, elle permet d'obtenir des citrons en été. En l'absence de froid, ils sont verts mais mûrs et juteux.

#### Limoni di Monterosso
Ligurie no 108. Citron cultivés depuis le XVIIe siècle sur terrasses dans un site escarpé extrêmement septentrional (la culture commerciale la plus au nord de la Méditerranée).

#### Limone del Garda

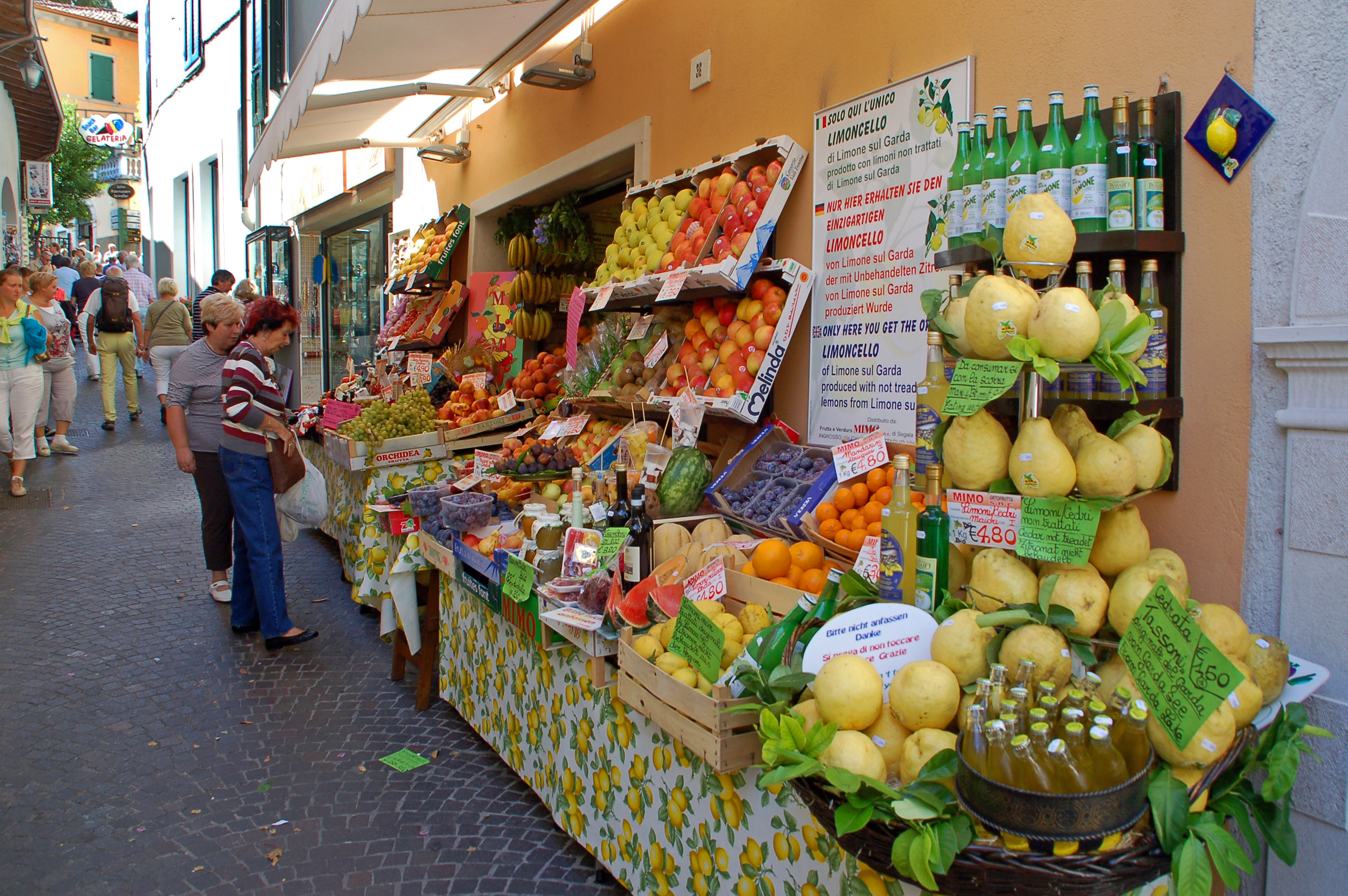
Limone sul Garda

Lombardie no 156. La variété indigène Madernina - petit citron rond - est cultivée sur des terrasses abritées, commune de Limone et sur la rive nord du lac de Garde, le plus septentrional de tous. La production autrefois exportée est d'un usage local.

#### Limone massese
Toscane no 228 (I limoni massesi). Il est produit à Massa, à quelques km au sud de Monterosso, commune littorale de Massa, Ripa, Castagnetola, Lavacio, Voltigliano. Son histoire et ses vertus sont bien documentées.

#### Limone dei Campi Flegrei
Campanie no 255. Comme le fameux citron de l'Etna, ce citron pousse dans un sol volcanique spécialement riche, aux Campi Flegrei. Les cultivars peuvent être le Lunario, le feminello, le Monachello, le Procida (grande taille, goût sucré).

#### Limone di Procida
Campanie no 256. Il s'agit d'un cultivar de gros citron (peut dépasser le kg) de l'ile de Procida au gout doux d'où son nom commun Limone Pane: citron-pain qu'on mange cru, en tranches fines et en salade.

## Variétés couramment citées

### Citrons à jus acide
Ces variétés sont principalement sélectionnées pour leur valeur commerciale : productivité, richesse en jus, période de maturité du fruit. La diversité des citrons n'est pas reflétée par le catalogue des variétés inscrites. Il existe, du climat méditerranéen aux tropiques, de nombreux cultivars locaux résultant de la reproduction par semis. Ce sont notamment des citrons géants qui ne sont pas commercialisés car pauvres en jus.
Adamo
Cultivar italien  Obtention de Institut Expérimental d'Acireale, asperme, peu épineux. Admis dans l'IGP Citron de Menton.
Cerza
Cultivar italien de San Gregorio di Catania totalement asperme et bien juteux. Obtension Institut de recherche Acirelae (CRA-ACM) en 1987.
Eureka
Variété californienne (XIXe siècle) qui pousse toute l'année et en abondance ; c'est le citron le plus commun en supermarché.
Fino
Fino ou Mesero est la variété la plus cultivée en Espagne devant Verna, c'est un citron de plaine qui aime le sol profond, il est productif, vigoureux et remontant. Une monographie lui a été consacrée par Alfredo Soria Alfonso en 1984. Il est probablement issu d'un semis de citron commun de Vega de Murcia. Les clones Fino 49 et Fino 95 sont les plus multipliés. Récolte de mi septembre à fin avril.
Lisbon
Serait un semis de Gallego d'origine portugaise (existe aussi au Maroc et en Algérie. De nombreux clones ont été développés en Californie où il a été introduit en 1849: parmi lesquels Galligan, Limoneira 8A, Monroe, Prior, Rosenberger, Strong, Kaweah et Walker. La fruit est de taille moyenne, moins côtelé qu'Euréka, la plante est vigoureuse. Yen Ben est un clone de Lisbon développé en Nouvelle-Zélande dans les années 1970 pour le marché japonais.
Malaga
Les limones Cascarùos  sont des gros citron demi acide qu'on mange après les avoir pelés mais en laissant le blanc pendant la semaine sainte avec du sel ou du bicarbonate de soude à Malaga.
Monachello

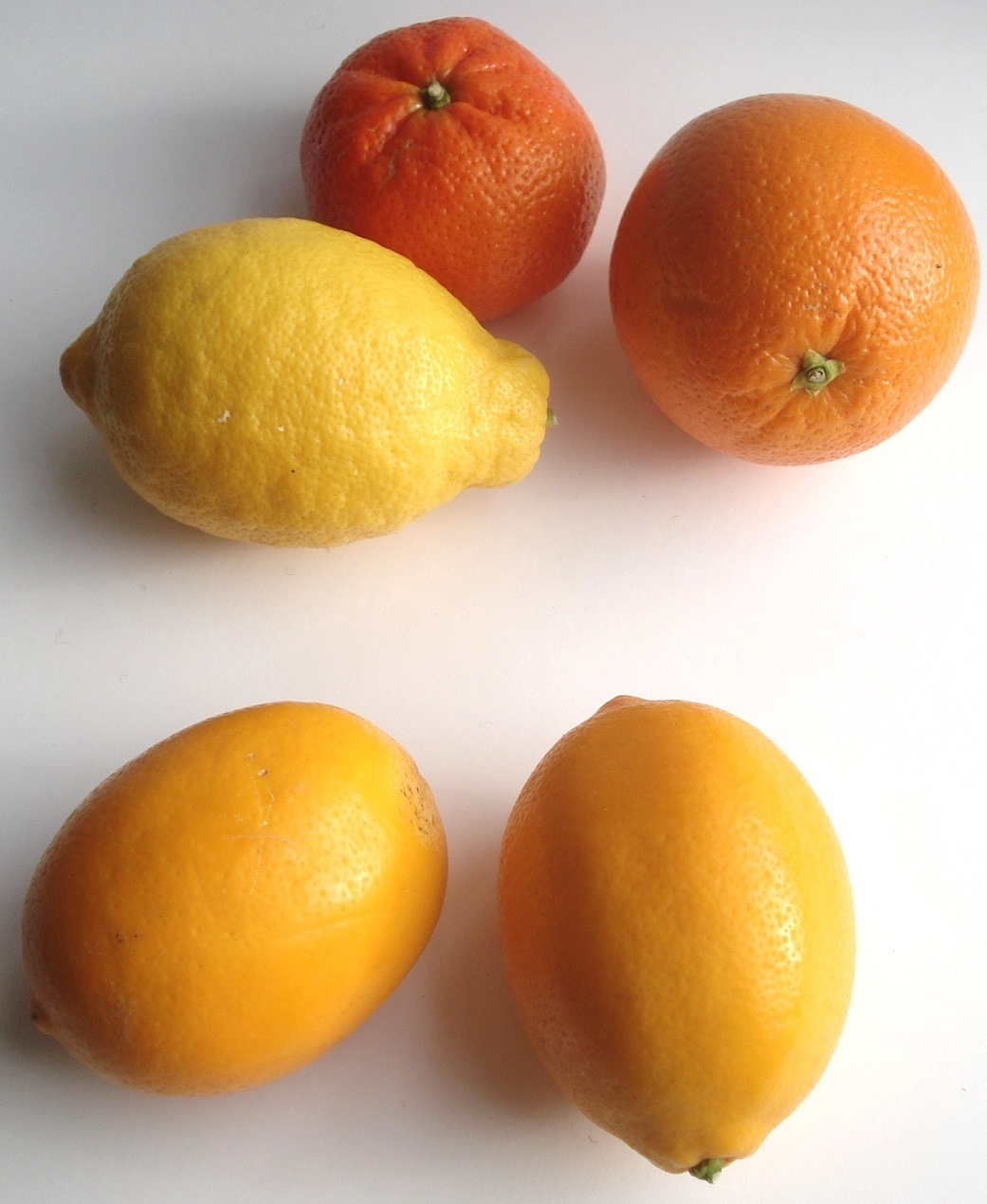
Citron Meyer

Un phénomène singulier peut parfois se manifester sur certains individus : la navelisation (de l’anglais navel, cette variété se caractérisant par la présence fréquente d'un second petit fruit qui fait penser à un nombril) qui est analogue à la superfétation chez l'homme. La fleur comporte plusieurs étages de carpelles, le second étage se formant au-dessus et à l'intérieur du premier et donnant naissance à un petit fruit plus ou moins avorté. Ce second fruit peut se former entièrement à l'intérieur du fruit principal ou, au contraire, être repoussé vers l'extérieur en donnant naissance à une protubérance plus ou moins accentuée.
Pavlovsky
Serait originaire d'Anatolie et diffusé par un marchand de Pavlovo sur l'Oka, il a connu une notoriété en URSS car il supporterait la culture à l'intérieur, avec le faible ensoleillement des pays septentrionaux.
Santa Teresa
Femininello trouvé à Santa Teresa di Riva à pulpe très acide mais peu juteux et qui contient de nombreuses graines. Il est resté confiné à sa région d'origine.
SRA 625
Variété admise par l'IGP citron de Menton.

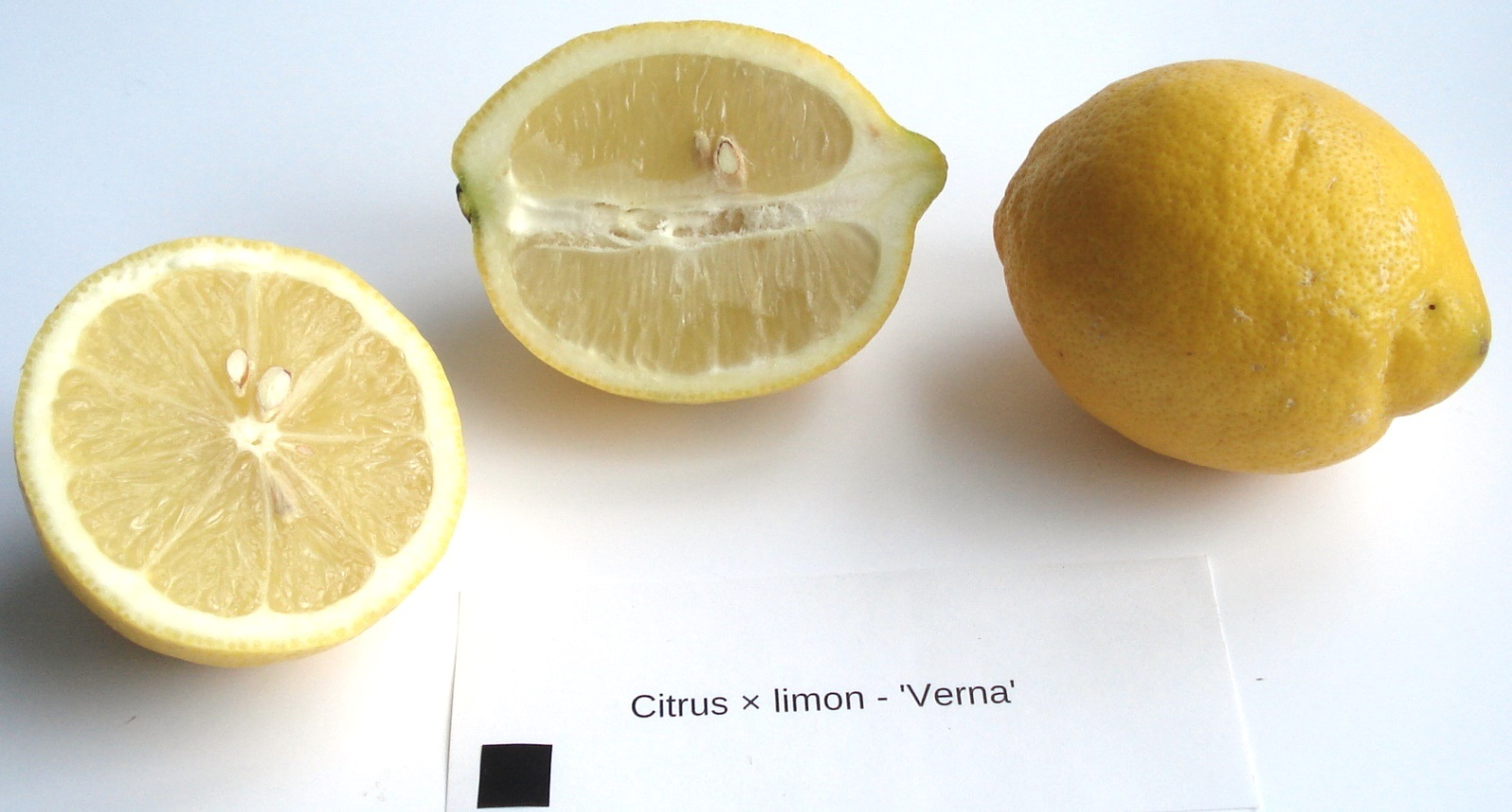
Verna
Limón Berna ou Verna, le plus cultivé en Espagne (Murcie et Valence) avec Fino. Longue période de récolte (janvier à juillet) et bonne conservation. Variété d'origine inconnue, mamelon proéminent et peau peu rugueuse. Sa pulpe tendre et riche en jus est pratiquement sans pépins.
Villafranca
Villafranca serait d'origine sicilienne, SRA Riverside écrit qu'il est indescernable d'Euréka, avec une récolte hivernale comme Lisbon. «Villafranca a actuellement si peu d'importance qu'elle mérite à peine d'être incluse ici».

### Citrons à jus doux
Ces fruits ne doivent pas être confondus avec des limettes qui sont souvent improprement appelée citron ni avec Citrus aurantifolia la lime comme on le lit parfois. Ce sont de véritable citrons dont le jus est doux.
Citron de Saint Clou
Cité comme une variété de citron doux au XVIIIe siècle

### Variétés décoratives et hybrides

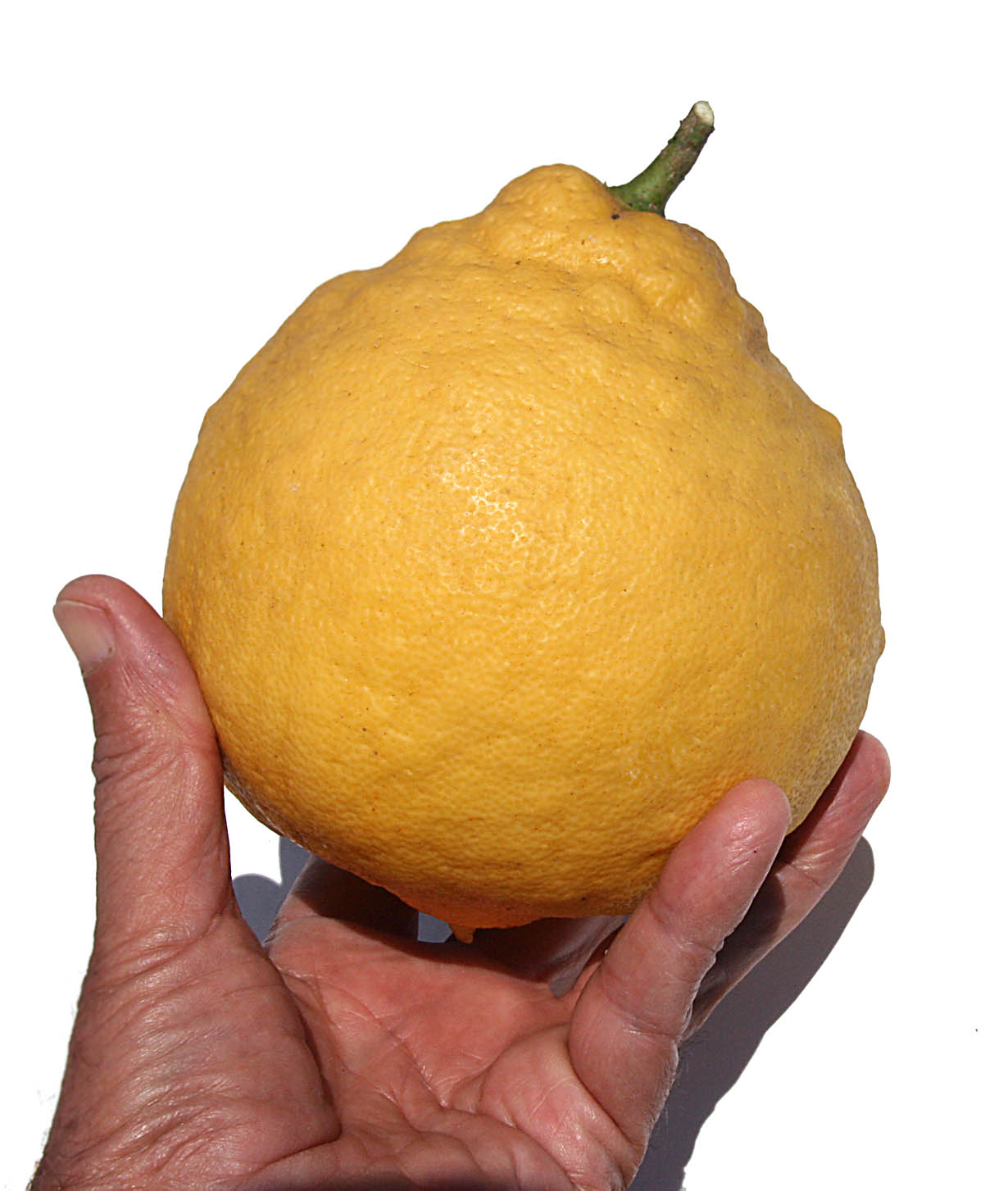
Citron ponderosa

#### Citron Ponderosa
Le citron ponderosa est une obtention américaine productive, gros fruit à peau épaisse.

#### Citron Meyer
Le citron Meyer est un citron doux décoratif d'origine chinoise, est issu d'une double hybridation pamplemoussier (C. maxima)  ×  mandarinier (C. reticulata) puis x cédratier (C. medica). Il a la particularité d'être plus orangée a maturité, d'avoir une peau fine et une pulpe peu acide. Son nom provient de Frank N. Meyer qui le découvrit en 1908. Extrêmement productif il est devenu un fruit utilisé par la cuisine fusion californienne.

#### Ponzino
Ponzino est gros fruit est mentionné par Ferrari comme Limon Ponzinus rubens, il en décrit 5 variétés, puis Limon Ponzino par Volkamer. Risso en fait la description comme Citrus limonum ponzinum, limonier Ponzin en français. Les variétés nommées dans Ortobotanico sont Ponsino di Augusto, Ponsino di Reggio, Limone zucchetta et Ponzino a campana. Il est cultivé dans la péninsule de Sorrente et à Amalfi (Ponzino amalfitano). Les fruits sont gros, irréguliers, jaunes à maturité, l'épicarpe ridé et bosselé, la pulpe peu acide. Il est décoratif et aussi consommé cru ou cuit.

#### Lipo
Lipo est une curiosité vendue comme un hybride de citron (Limone) et de Pomelo.

#### Hybrides divers
- Citremon (x Citroncirus spp.) est un hybride de Poncirus trifoliata et de citron[39]
- un hybride de Chinotto (Citrus myrtifolia) et de C. Limon est commercialisé en Italie[40].
- un hybride de Clémentine diploïde (Citrus clementina Hort. ex Tan.), et de citron tétraploïde (C. limon (L.) Burm.) a été réalisé pour en extraire l'huile essentielle, qui s'est révélée proche de celle du citron[41].
- Le cédrat Pompia est donné comme triple hybride: (C. medica x C. limon) x C. sinensis[42]

## Production et transport

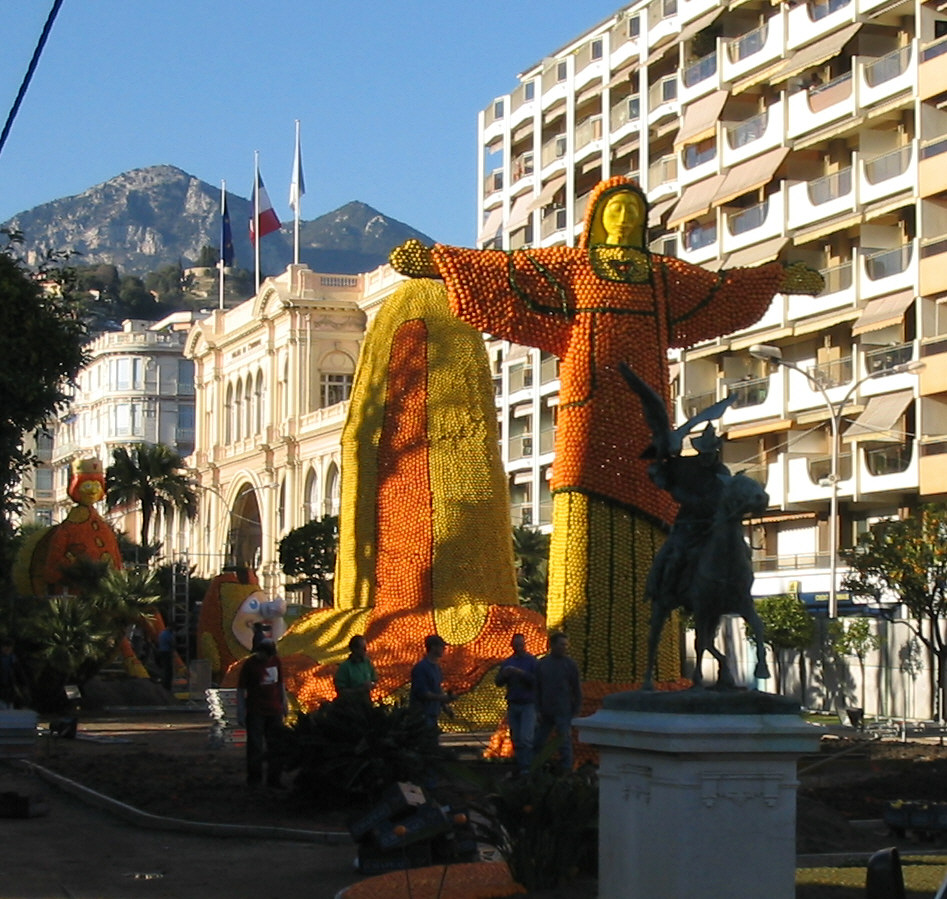
Fête du Citron à Menton.

Les statistiques mondiales agrègent les citrons jaunes et les limes (citrons verts de climat tropical), et donnent comme principaux producteurs l'Inde, le Mexique, l'Argentine, la Chine et le Brésil avec un total mondial de l'ordre de 21 millions de t (2020) sachant que les principaux fruits inclus sont des citrons verts. Cette agrégation ne permet pas de réaliser des classements précis, le Maroc par exemple communique des statistiques agrégées.
La production de citron jaune proprement dite représentait en 2020 autour de 6,4 millions de tonnes avec comme premier producteur l'Union Européenne (1,8 million de t). L'Espagne (Murcie, Valence et l'Andalousie) est le premier exportateur mondial de citrons frais et le deuxième exportateur de jus de citron, d'huile essentielle et d'écorces déshydratées. Le principal cultivar est Fino (80% du verger espagnol, proche du million de t)
| 1        | Espagne    | 1.190.000 |
| 2        | Argentine  | 1.550.000 |
| 3        | États-Unis | 798.000   |
| 4        | Turquie    | 700.000   |
| 7        | Italie     | 500.000   |
| Source : |            |           |

La France consomme 130 000 t de citrons par an soit environ 2,2 kg par personne et par an contre 3,86 kg pour l'Espagne. La production française provenant des Alpes-Maritimes (dont 10 t à Menton où existe depuis 1928 la fête du Citron) et de Corse est très faible et ne représente qu’un peu plus de 1 % des citrons consommés, soit 1 700 t.
Le citron est transporté par navires ou conteneurs reefers à 10 °C. Après le chargement, la température peut être ajustée à -2 ou −3 °C pendant un laps de temps nécessaire pour tuer le chancre parasite du citron ou empêcher qu'il ne se développe dans la cargaison ou le conteneur, évitant ainsi leur perte par citrons chancrés.
Les citrons sont classés en calibres et en neuf catégories qualitatives dont trois pour la vente (Extra, I et II). Les calibres 4 (env. 125 g) et 5 (env. 100 g) sont les plus répandus.
Les citrons conventionnels font l'objet de traitements pré-récolte et post-récolte : ils sont triés, lavés, séchés, puis recouverts d'une pellicule de cire (ce qui les rend plus brillants et évite leur déshydratation) et enfin à nouveau imprégnés avec des fongicides (orthophénylphénol, thiabendazole, imazalil) qui permettent à l'agrume de se conserver plus de 15 jours. La production de citrons conforme aux recommandations de la gestion intégrée des maladies est promue par le Ministère espagnol de l'agriculture, l'Espagne vise l'objectif européen de 25% sous label Bio de la production totale en 2030. Le déverdissement des fruits avec de l'éthylène en chambre froide s'applique, selon les législations, sur les fruits suffisamment mûrs. Il uniformise l'aspect des citrons provenant de lots différents et fournit un citron jaune conforme à l'attente du consommateur.
Depuis 2011, dans le cadre de sa législation sur les additifs alimentaires, le droit de l'Union européenne stipule que les colis d'agrumes les plus courants (oranges, citrons et mandarines mais pas les citrons verts, pomelos et pamplemousses) ont l’obligation de mentionner sur l'étiquetage les agents conservateurs et les autres substances chimiques utilisés en traitement post-récolte.

## Utilisation

### Pour l'alimentation

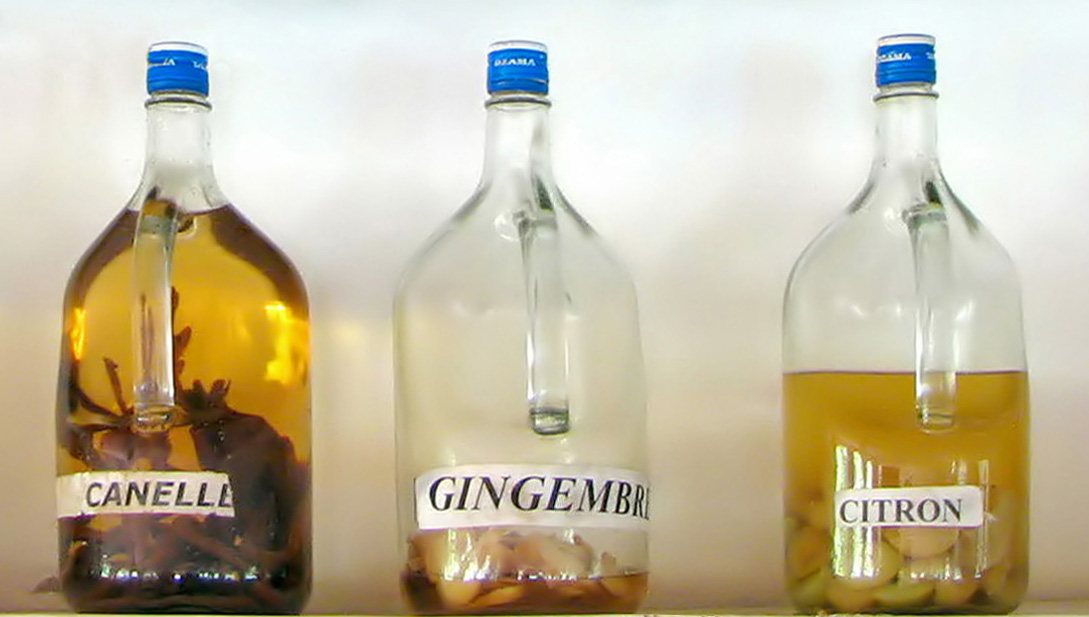
Rhum arrangé au citron, Madagascar.

Il a de multiples usages en cuisine.   
- Le jus frais est utilisé en assaisonnements sur les légumes, le poisson, les viandes (poulet au citron) ;
- Il remplace le vinaigre dans les salades ;
- Il est souvent utilisé sous forme confit au sel dans les tajines marocains ;
- Additionné d'eau et de sucre, il compose la citronnade, boisson rafraîchissante ;
- Il est également un ingrédient essentiel de la limonade, du limoncello et de la cherbet, boisson très populaire en Algérie  ;
- Il est employé en pâtisserie, notamment dans la recette de la tarte au citron meringuée ; ou cake au citron, il peut être utilisé pour réaliser des glaçages. Marmelade de citron.

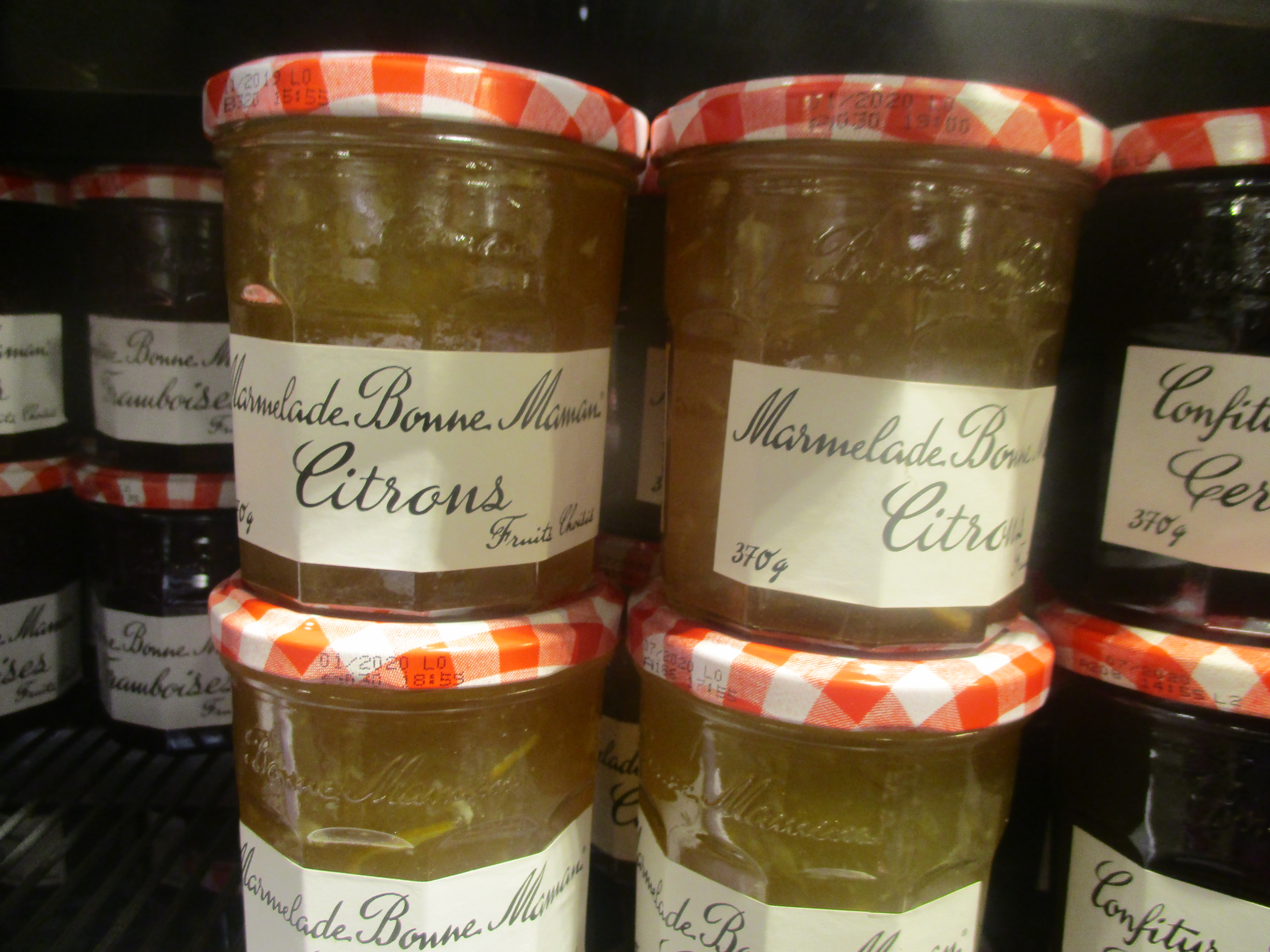
Marmelade de citron.

- Utilisé aussi sous forme de breuvage détoxifant, qui a de multiples biens fait pour la santé.
- Utilisé pour désinfecter les surfaces.
- La marmelade peut être faite avec les citrons.

À température ambiante, il se conserve une dizaine de jours, il faut donc le consommer rapidement.
Le citron peut servir à empêcher l'oxydation de certains fruits et légumes qui noircissent au contact de l'air. On peut frotter la chair des fruits (pomme, poire, avocats) avec une moitié de citron ou arroser les crudités râpées comme le céleri rave avec du jus de citron.
L'ajout de quelques gouttes de citron ou de vinaigre rend la pâte brisée plus tendre et moins élastique, car l'acide désagrège le gluten (protéine de la farine).
De l'alcool peut être produit à base de citron, comme la liqueur de citron. En effet, par la fermentation de ce dernier nous pouvons obtenir[Quoi ?]
Le citron peut donc être utilisé aussi bien pour des préparations sucré que pour la consommation à caractère salée mais également être utilisé sous sa forme liquide (jus, alcool ou coulis) ainsi que sous sa forme solide (zeste de citron, citron confit, ou en morceaux). Il peut donc être utilisé sous toutes ses formes et a de nombreux bienfaits.

### Pour la santé

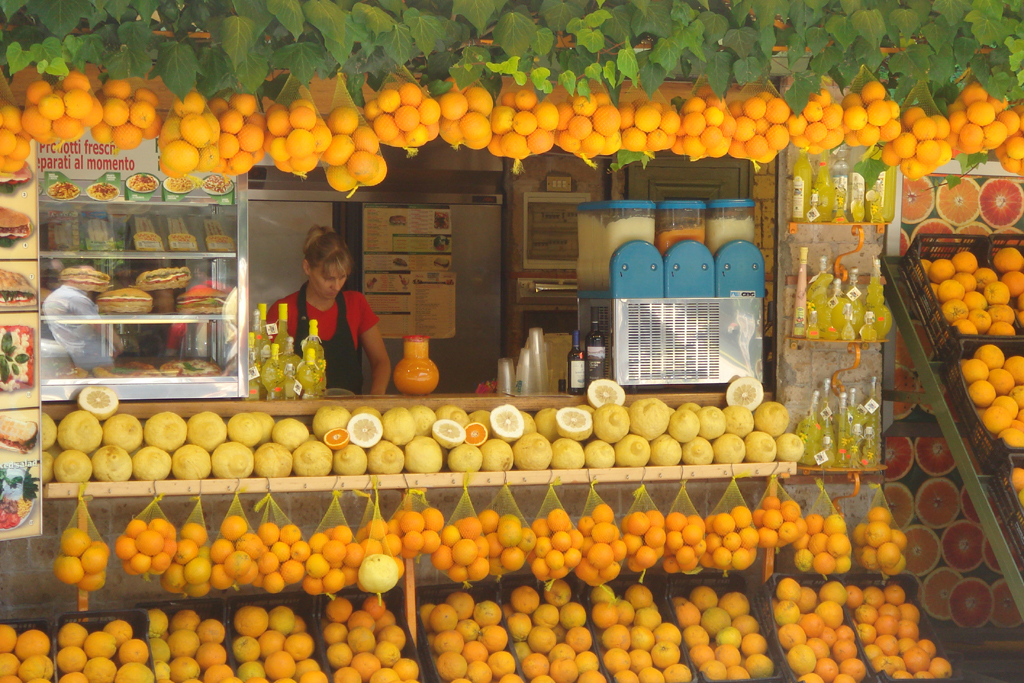
Buvette d'agrumes à Pompéi.

Déjà Hildegarde de Bingen utilisait le citron comme fébrifuge, on la dit bon contre le venin de serpent et l'empoisonnement à la cigüe. Les publicités concernant les bienfaits du citron peuvent contenir des allégations santé fausses, ambigües ou trompeuses. Ainsi, on prête toujours au citron toutes sortes de vertus : fort en vitamine C, il gommerait toute fatigue, favoriserait la digestion, rendrait les dents blanches, serait diurétique. En plus de ses propriétés anti-infectieuses, antiseptiques et cicatrisantes, il réduirait la cellulite (aliment brûle-graisse), ralentirait le vieillissement et aiderait même à se protéger du cancer.
La plupart de ces allégations ne sont pas prouvées scientifiquement. Cependant, sa richesse en vitamine C favorise les cicatrisations. L'acide citrique du jus est antiseptique, d'où les gargarismes avec du jus coupé d'eau en cas de maux de gorge et l'ajout de quelques gouttes de jus de citron dans les fruits de mer consommés crus. Le citron frotté sur les dents, au lieu de les blanchir (éliminant les taches de thé, tabac), attaque l'émail sur lequel l'acidité répétée peut entraîner la déminéralisation des dents et créer des micropores suffisants pour laisser entrer les bactéries à l'origine de caries. Enfin, ce fruit reste intéressant pour la santé en raison de sa richesse en vitamine C, en calcium, phosphore et potassium dont l'assimilation est favorisée par l'acide citrique.
Le citron peut même avoir des effets néfastes importants. Le citron, comme tous les agrumes, est riche en furanocoumarines (psoralène, bergaptène surtout présents dans la pulpe, ces composants étant donc plus concentrés dans les jus de fruits frais que dans les jus de fruit pasteurisés) qui peuvent entraîner une photosensibilisation. Une consommation élevée d'agrumes augmente de 30 % le risque de mélanome. Ainsi, la consommation fréquente de jus de fruits frais permettrait de ralentir la progression de certains cancers mais favoriserait celui de la peau pour les personnes qui ne se protègent pas du soleil.

#### Allégations thérapeutiques et preuves scientifiques
- Effets de l'acidité sur le corps. L'acide citrique a une capacité antioxydante et anti-inflammatoire qui peut améliorer le système immunitaire et protéger le foie et le cerveau. Il peut aider à baisser la peroxydation lipidique dans cellule, à améliorer la biodisponibilité du fer (antianémique)[63].

- Favorise la production d'énergie : selon la « Reams Biological Ionization Theory » (RBTI), les citrons seraient l'unique aliment anionique au monde. Telle caractéristique les rendrait particulièrement bienfaisants pour la santé, à cause de la contribution qu'ils donneraient à l'interaction entre les cations et les anions, qui est nécessaire pour la production d'énergie à niveau cellulaire. On lira la publication de Thomas Patterson (American Society of Clinical Laboratory Scientist’s Code of Ethics) qui montre qu'il s'agit la de pseudo-science délibérément trompeuse[64].

- Combat les maladies à refroidissement : Le contenu en vitamine C et en flavonoïdes aide à combattre non seulement les symptômes grippaux, pendant les mois d'hiver, et lorsque le physique le demande, il est à conseiller de boire des jus d'une orange et de deux citrons. L'activité antibactérienne des extraits de zeste de citron est démontrée au même titre que celle d'orange[65]. Les boissons chaudes contenant du jus de citron ou divers tonique (gingembre, cannelle, oignon, ail) ont un effet diaphorétique (font transpirer) favorable dans les affections hivernales[66]. Une étude finlandaise (2013) a montré que la prise de vitamine C réduit la durée des rhumes mais à des doses élevées (> 1 g/j soit 2 kg de jus de citron ou 6 à 7 kg de fruits) dans la limite de la tolérance intestinale[67]. Un cas d'amélioration de rhinite allergique par traitement au jus de citron a été publié en 2009[68].

- Aide la digestion : grâce au jus et à la peau, le citron aide aussi à digérer. L'acide citrique contenu dans le jus, sous forme de sel de sodium ou de potassium, exerce un puissant effet antiacide dans l'estomac, parce qu'il neutralise l'acide chlorhydrique de trop. La médecine traditionnelle indienne (Ayurveda) conseille d'ajouter au jus de citron une pincée de sel et de piment de Cayenne. En 2011 une publication britannique a confirmé que les  composés amers, aromatiques et piquants du gingembre, de la menthe poivrée, de l'anis et du fenouil, des agrumes, du pissenlit et de l'artichaut, la mélisse et la camomille améliorent la digestion[69].

- Nettoie l'intestin : le jus de citron ajouté à l'eau chaude facilite l'évacuation. Ce serait une bonne pratique qu'on peut suivre au matin, à jeun, près d'une demi-heure avant le petit déjeuner. L'hydratation et l'apport de fibre aident le péristaltisme intestinal les pommes, poires, raisins etc. apportent du sorbitol favorable[70].

- Baisse le cholestérol, la glycémie, la pression artérielle : la vitamine C et les citroflavonoïdes (et plus en particulier la tangéritine) interviennent respectivement dans la transformation du cholestérol en acides biliaires et dans la production de ses précurseurs. Dans un test double aveugle il a été montré que le mélange d'ail et de jus de citron (traditionnellement recommandé) n'est pas meilleur que l'ail seul pour réduire la pression artérielle et l'indice de masse corporelle[71].

- Dépure le foie : le citron est un merveilleux stimulant pour le foie et il est aussi un bon solvant de l'acide urique et d'autre poisons. Seules études disponibles sont in vitro ou en modèle murin[72].

- Aide les yeux : la rutine et la vitamine B2 (ou riboflavine) exercent un rôle important dans le maintien d'une bonne santé de la structure oculaire et dans l'amélioration des symptômes de quelques pathologies de l'œil. En tant qu'antibactérien il combat la conjonctivite[73]. Plusieurs publications montrent que les extraits de plantes auto-induits peuvent entraîner des complications oculaires[74].

- Hydrate et assouplit la peau : la vitamine C exerce un rôle essentiel dans la formation des fibres de collagène, une des protéines structurales les plus importantes de notre corps. Pour ce motif, le jus de citron maintient la peau en bonne santé et il exercerai un rôle important dans les processus d'ossification et pour la guérison des blessures. Le jus de citron avec sa capacité antibactérienne est un bon désinfectant de la peau.

### Huile essentielle

#### du fruit
L'huile essentielle a pour principal composé le limonène (55 %, dans l'IGP Limone di Rocca Imperiale le contenu minimal est 70%) suivi du néral (10,4 %) suivi de trans-verbénol (6,4 %) et décanal (3,2 %). Les autres composés présents sont le cinnamate d'éthyle (2,2 %), le p-méthoxycinnamate d'éthyle (2,2 %), le cis -α-bergamotène (1,6 %), le géraniol (1,5 %), le trans -carvéol, le nonanal, linalol, α-terpinéol. Elle a une action antioxidante et anti nociceptive, antiallergique, antivirale, antimutagène et anticancérigène démontrée en modèle murin.

#### de feuille
Le linalol (30,6 %), le géraniol (16 %), l' α -terpinéol (14,5 %) et l'acétate de linalyle (13,7 %) sont les principaux constituants de l'huile essentielle. Elle a des capacités antioxydantes et antibactériennes.

### Dans d'autres applications
Le citron peut aussi servir comme détartrant dans un lave-vaisselle, parfumant aussi ce dernier.
Le jus de citron :
- peut s'avérer utile pour le nettoyage d'objets en aluminium et entre dans la composition de la mixture pour nettoyer les ustensiles en cuivre et lutter contre la rouille ;
- peut être utilisé pour blanchir les dents grâce à son pouvoir abrasif. Cependant, il est conseillé de ne pas l'utiliser au quotidien car son acidité risque d'abîmer l’émail des dents[79],[80].
- mélangé à de l'eau en fait une boisson coupant la soif et également rafraîchissante.

### Valeur nutritive
| Citron cru sans peau (valeur nutritive pour 100 g) |                          |                          |                              |
| eau : 88,98 g                                      | cendres totales : 0,30 g | fibres : 2,8 g           | valeur énergétique : 29 kcal |
| protéines : 1,10 g                                 | lipides : 0,30 g         | glucides : 9,32 g        | sucres simples : 2,50 g      |
| oligo-éléments                                     |                          |                          |                              |
| calcium : 26 mg                                    | fer : 0,60 mg            | magnésium : 8 mg         | phosphore : 16 mg            |
| potassium : 138 mg                                 | cuivre : 0,037 mg        | sodium : 2 mg            | zinc : 0,06 mg               |
| vitamines                                          |                          |                          |                              |
| vitamine C : 53,0 mg                               | vitamine B1 : 0,040 mg   | vitamine B2 : 0,020 mg   | vitamine B3 : 0,100 mg       |
| vitamine B5 : 0,190 mg                             | vitamine B6 : 0,080 mg   | vitamine B9 : 0 µg       | vitamine B12 : 0,00 µg       |
| vitamine A : 22 UI                                 | rétinol : 0 µg           | vitamine E : 0,15 µg     | vitamine K : 0,0 µg          |
| acides gras                                        |                          |                          |                              |
| saturés : 0,039 g                                  | mono-insaturés : 0,011 g | poly-insaturés : 0,089 g | cholestérol : 0 mg           |

## Les risques
- Le citron est aussi photosensibilisant. Lors de l'application du jus de citron sur la peau, des taches peuvent apparaître à la suite d'une exposition au soleil. Il existe deux réactions : la phototoxicité et la photoallergie.
- Le citron peut aussi causer des brûlures au niveau des muqueuses si son jus ou bien son huile essentielle sont absorbés en trop grandes quantités. Les muqueuses brûlées peuvent être des muqueuses de l’œsophage, de l’estomac ou autres.
- Le jus de citron peut, consommé régulièrement, déminéraliser l'émail des dents.

## Galerie

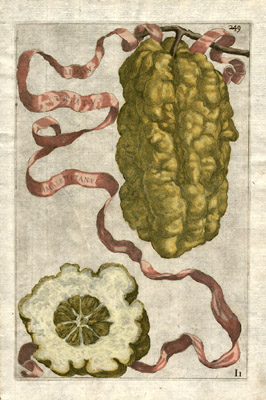
Représentation du Striatus amalphitanus de G.B Ferrari en 1646.
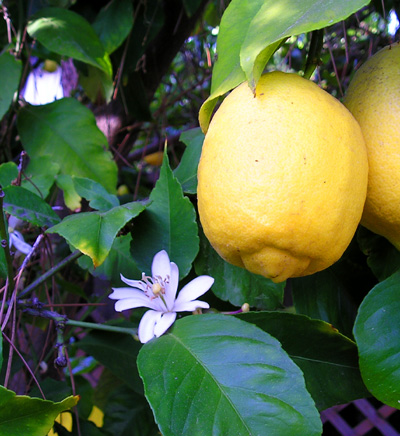
Fleur et fruit.
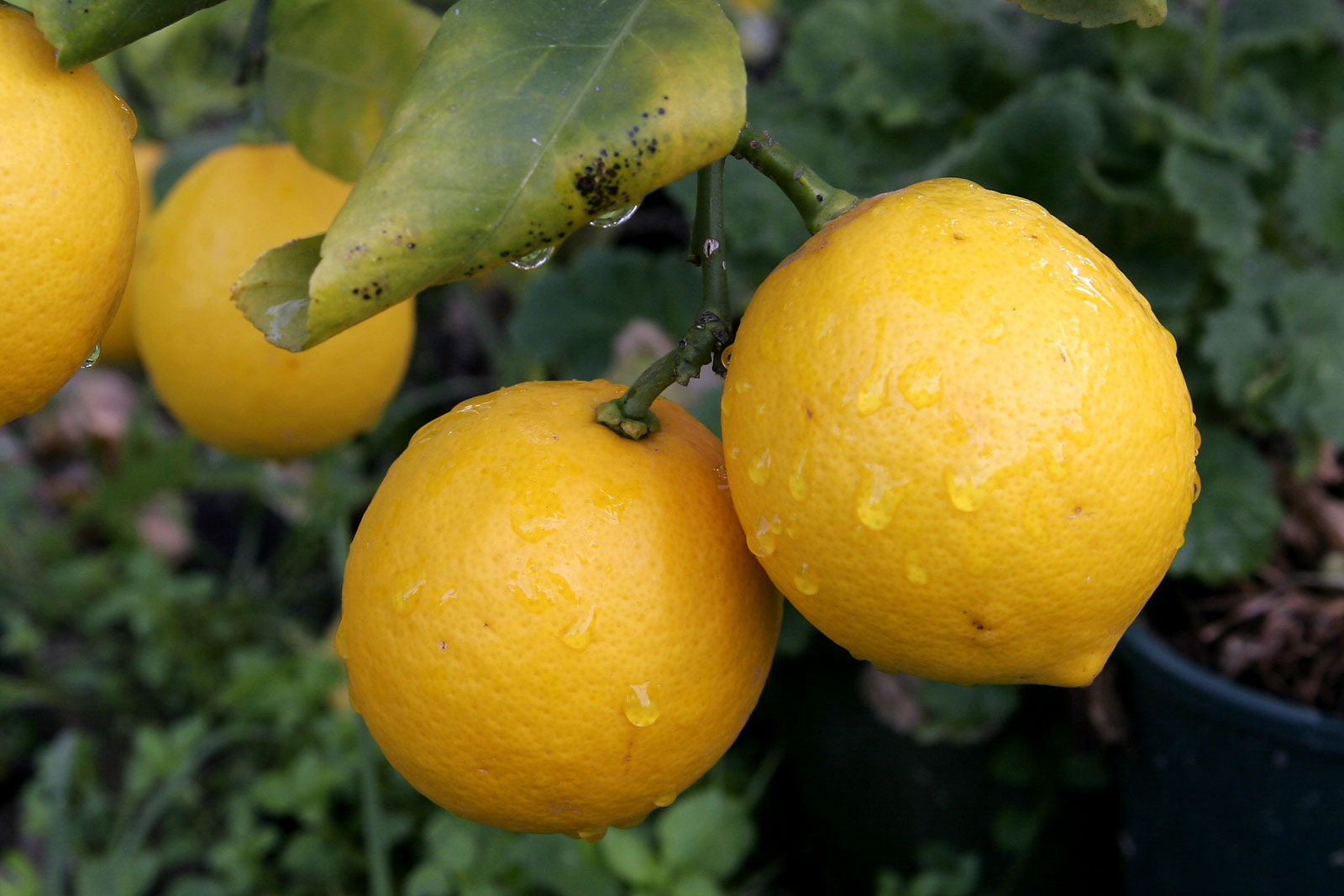
Citrons.
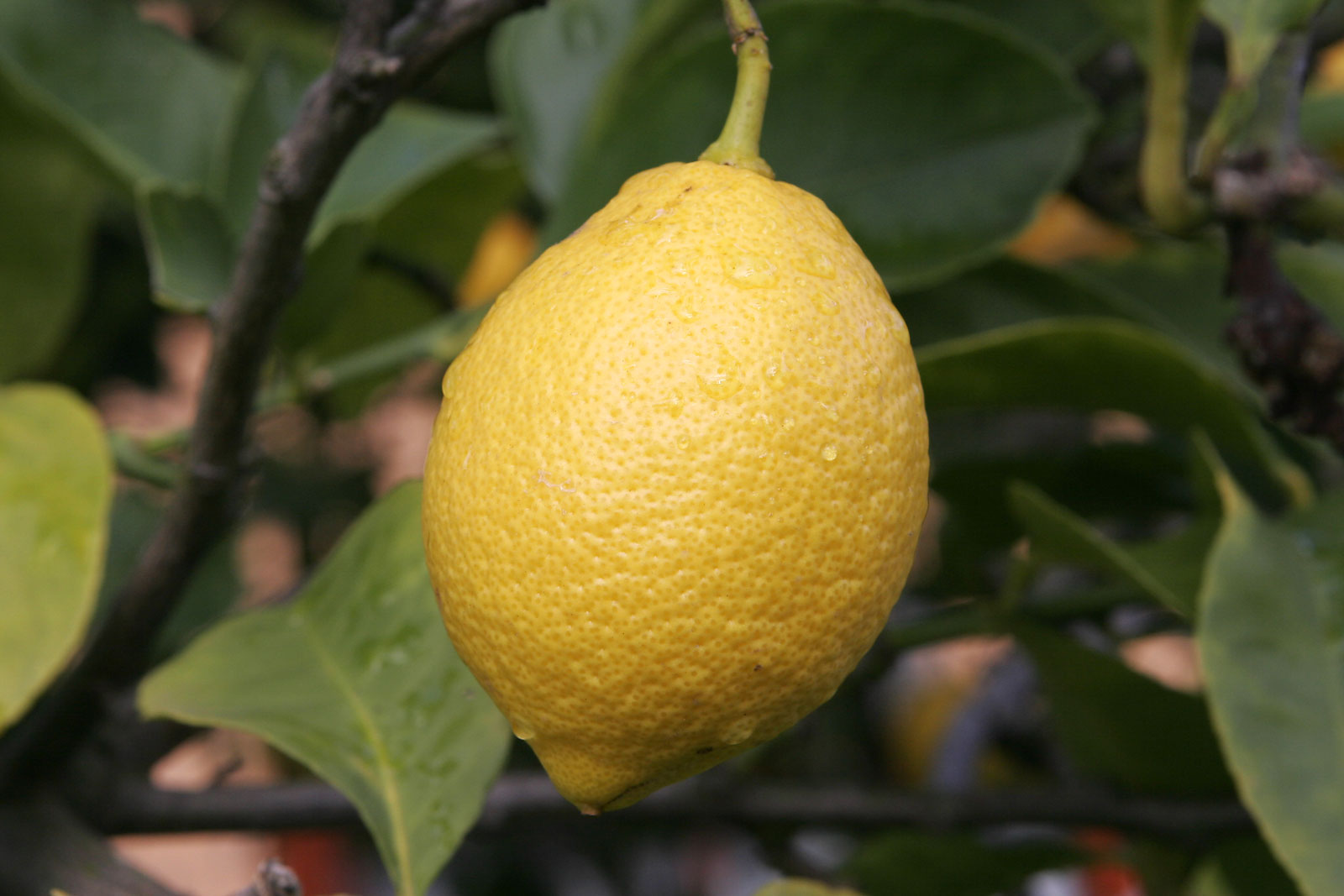
Gros plan sur un citron.
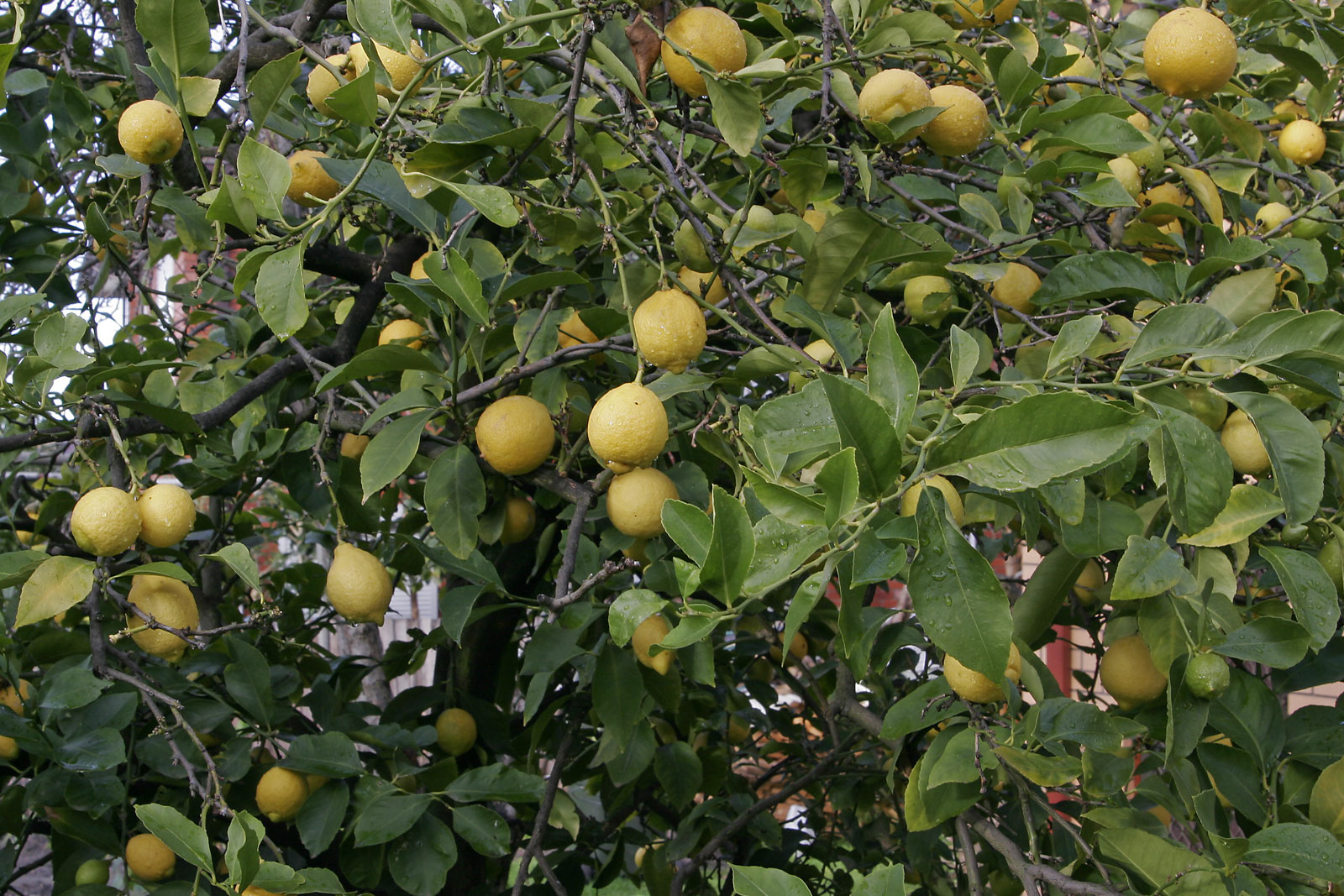
Un citronnier.
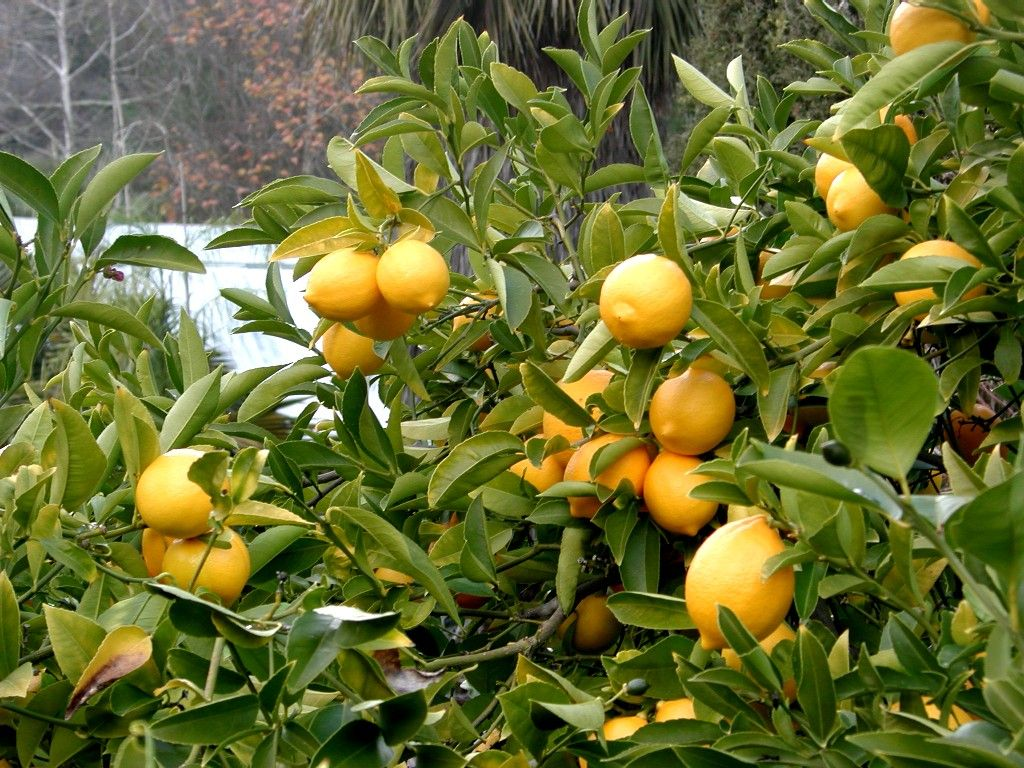
Citrons sur l'arbre.
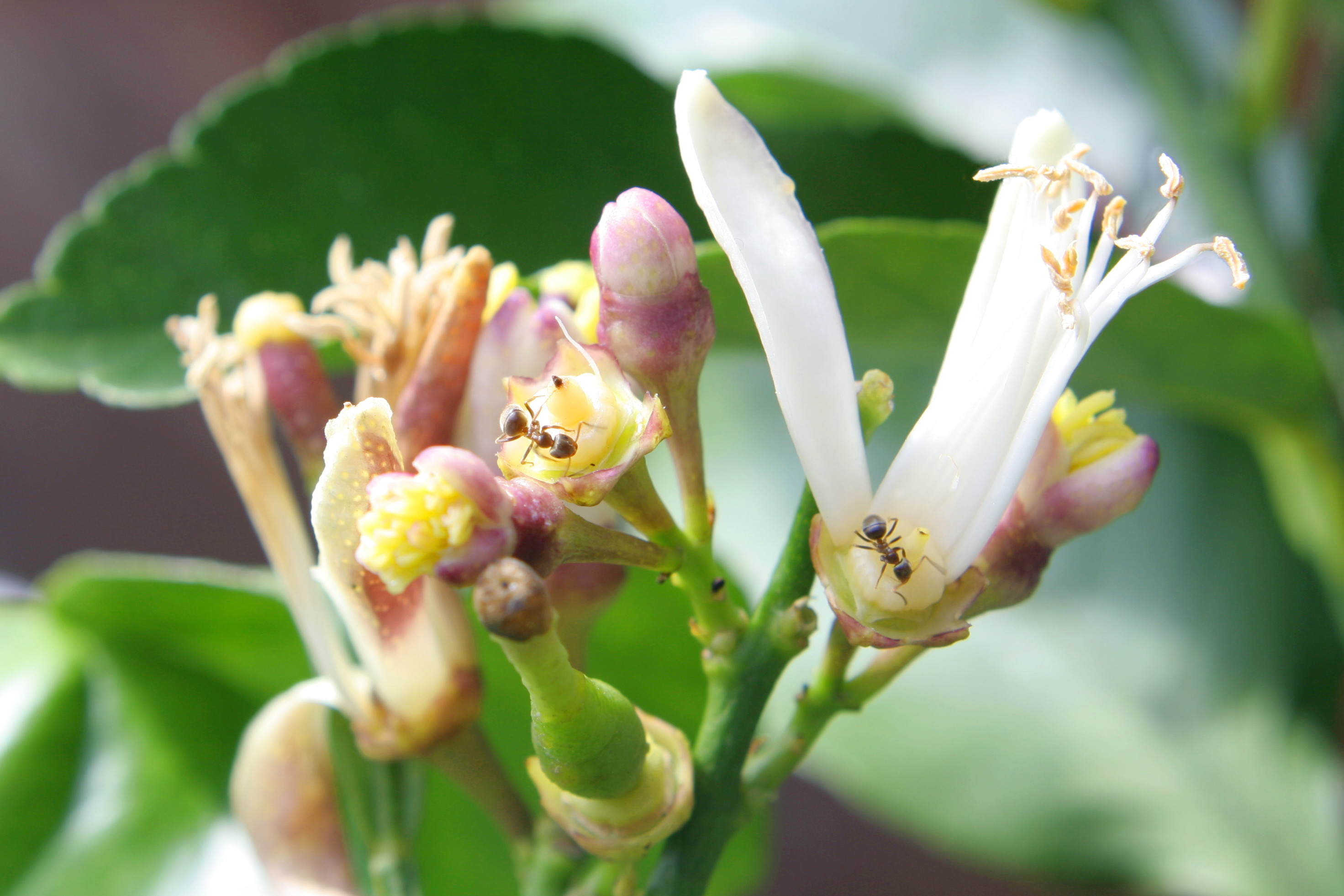
Fleurs de citronnier.
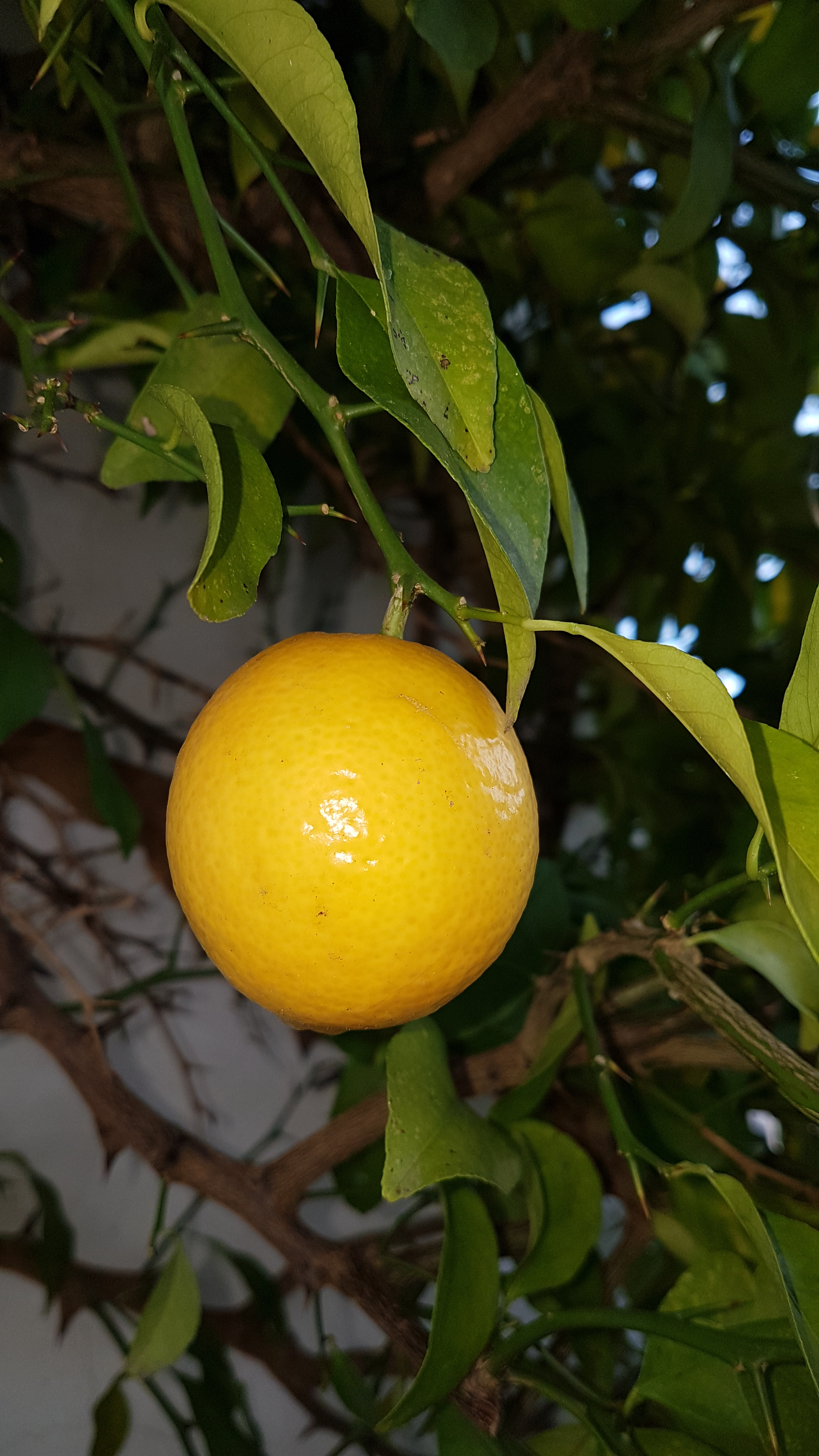
Yukou Citron Japonais
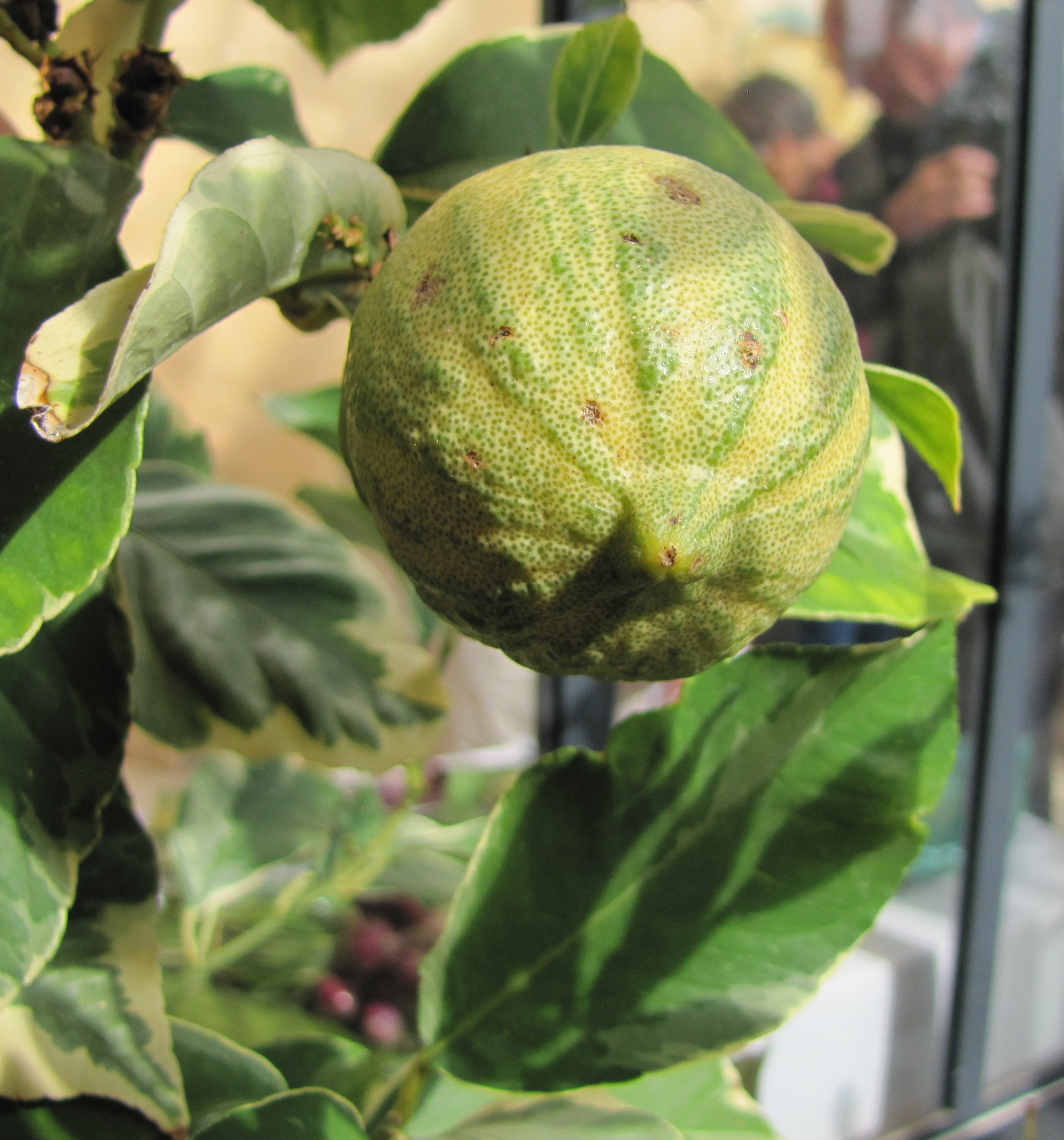
Citron panaché

## Ennemis des citrons
Les citrons peuvent être attaqués et déformés par des ravageurs, comme les acariens des bourgeons (invisibles à l’œil nu) Aceria sheldoni Ewing.

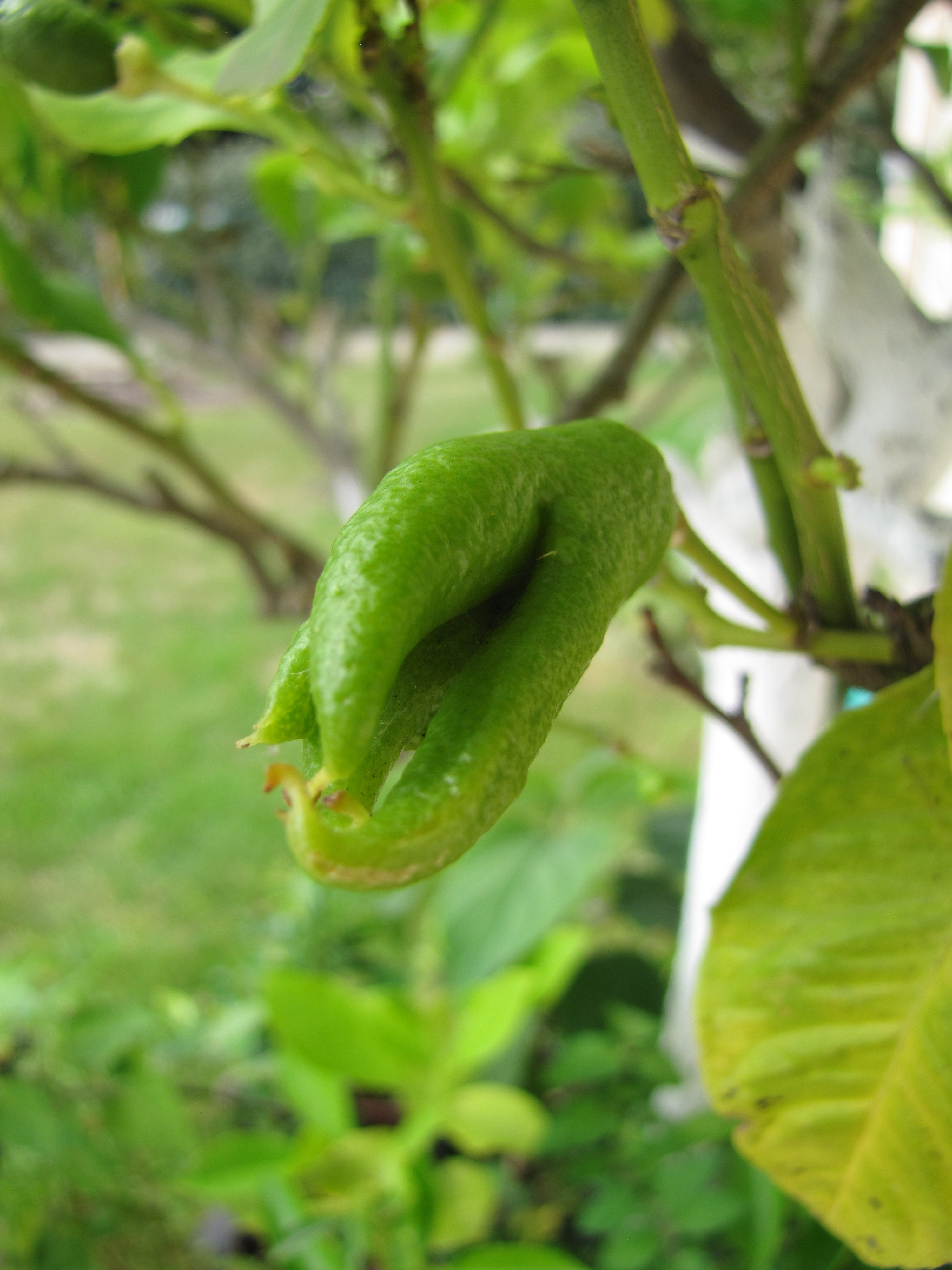
Dégâts dus à l'acarien des bourgeons.
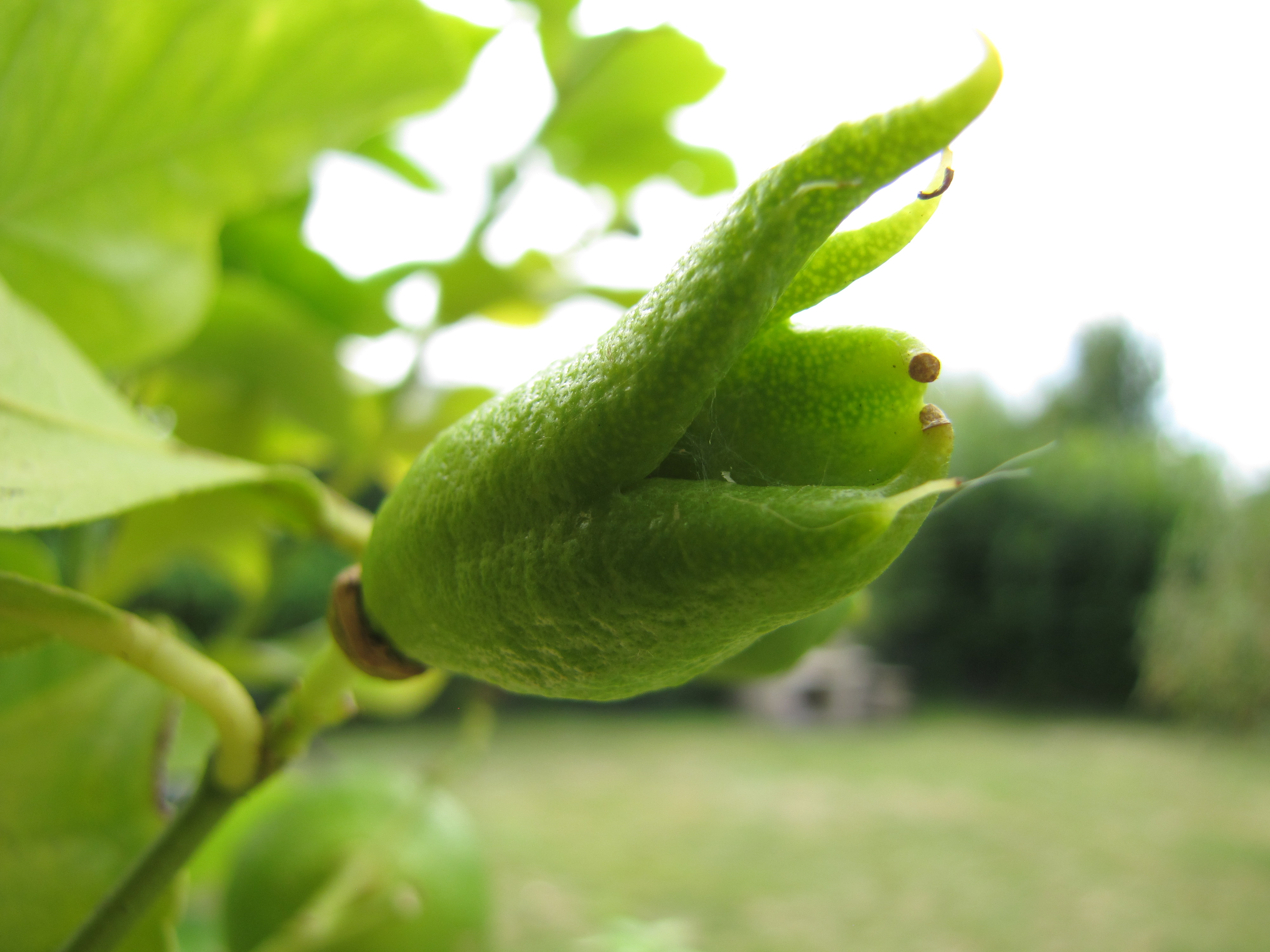
Citron déformé par acarien.
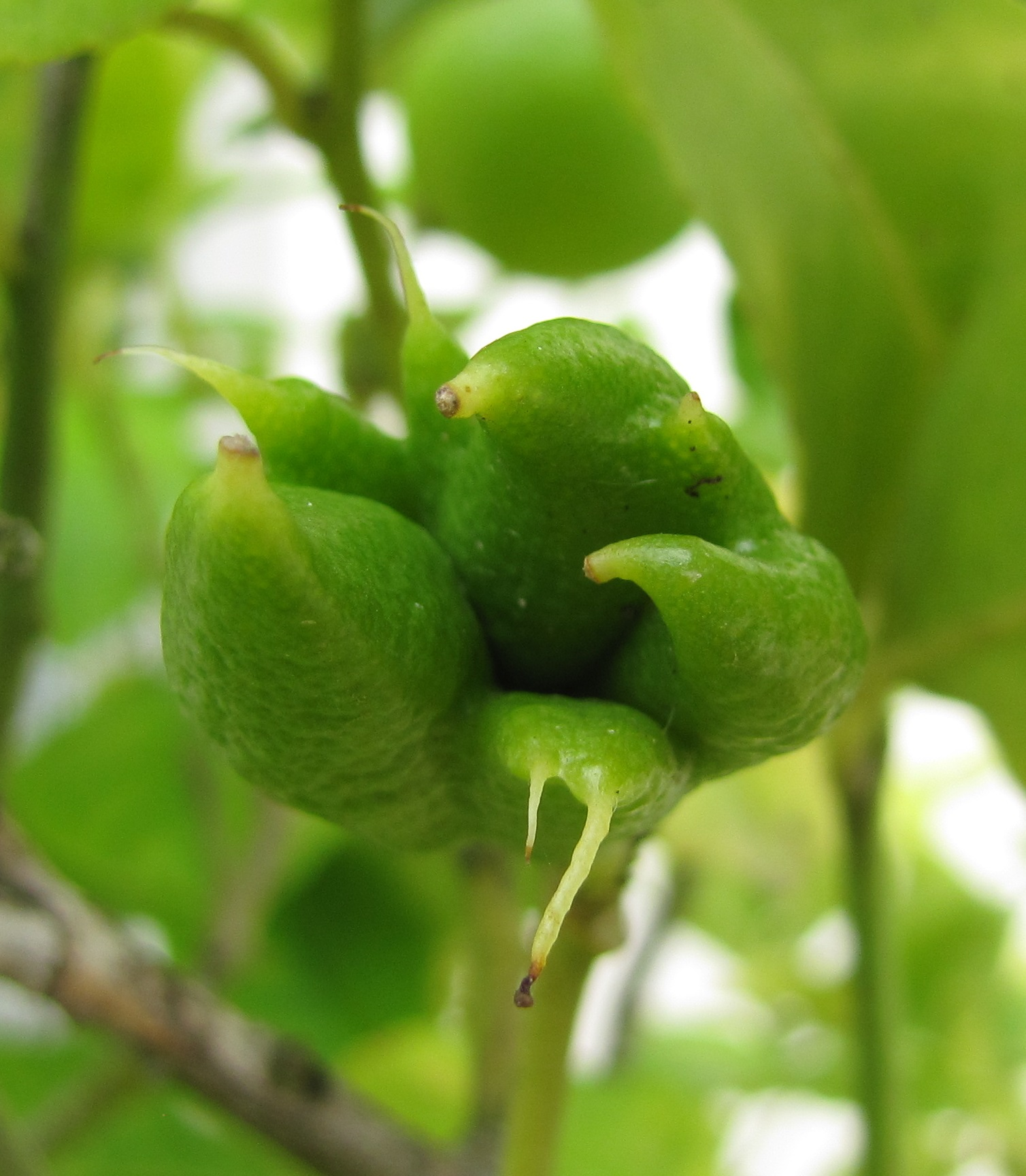
Attaque d'acariens des bourgeons.
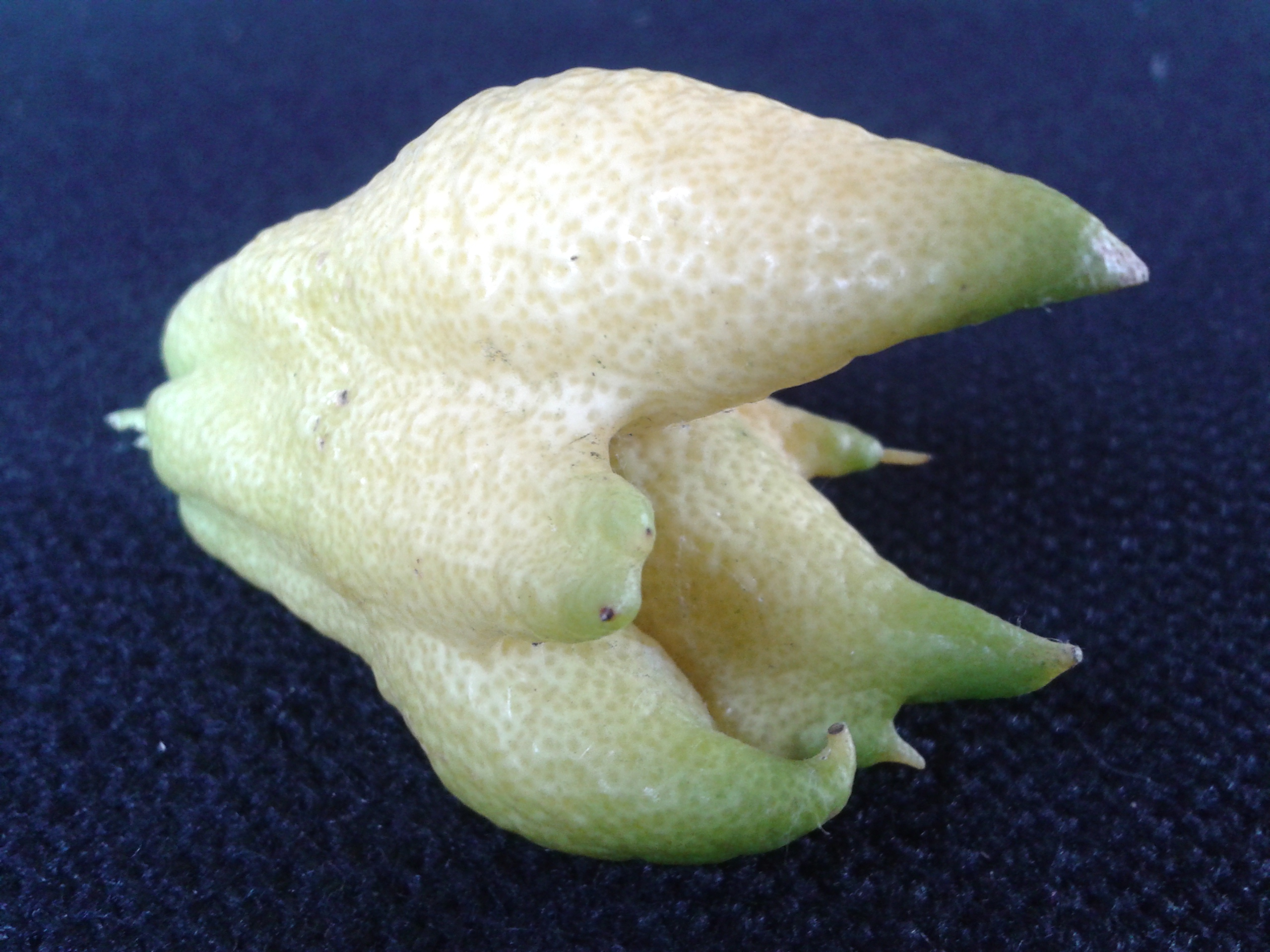
Citron mal formé

## Autres
Le citron voit son nom attribué au seizième jour du mois de fructidor du calendrier républicain ou révolutionnaire français, généralement chaque 2 septembre du calendrier grégorien.
En langage populaire anglophone, un « lemon (en) », « citron » en français, est une voiture pleine de défauts.

## Le citron dans l'art

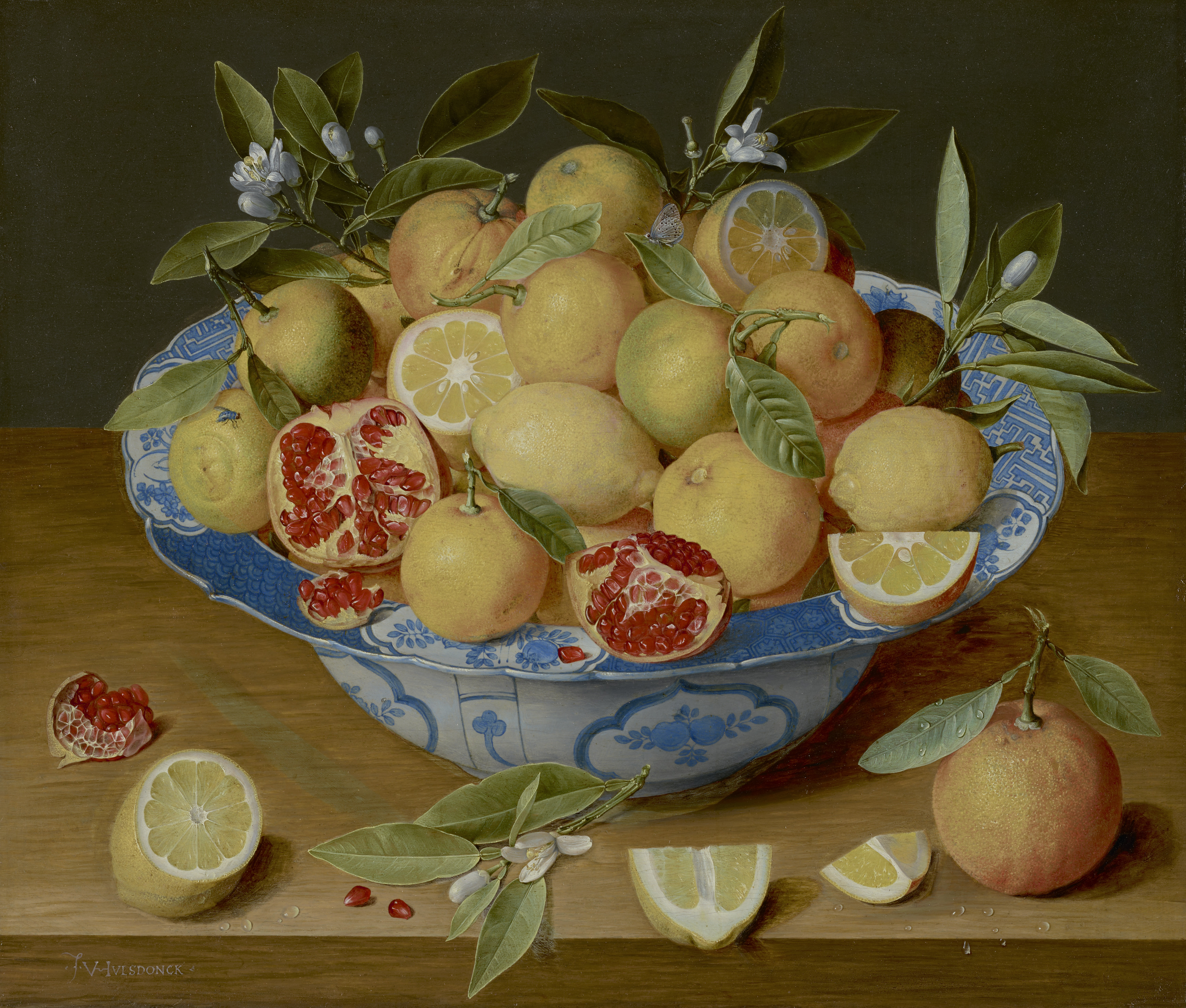
Jacob van Hulsdonck : Nature morte aux citrons, oranges et grenade, (1620-1640?)
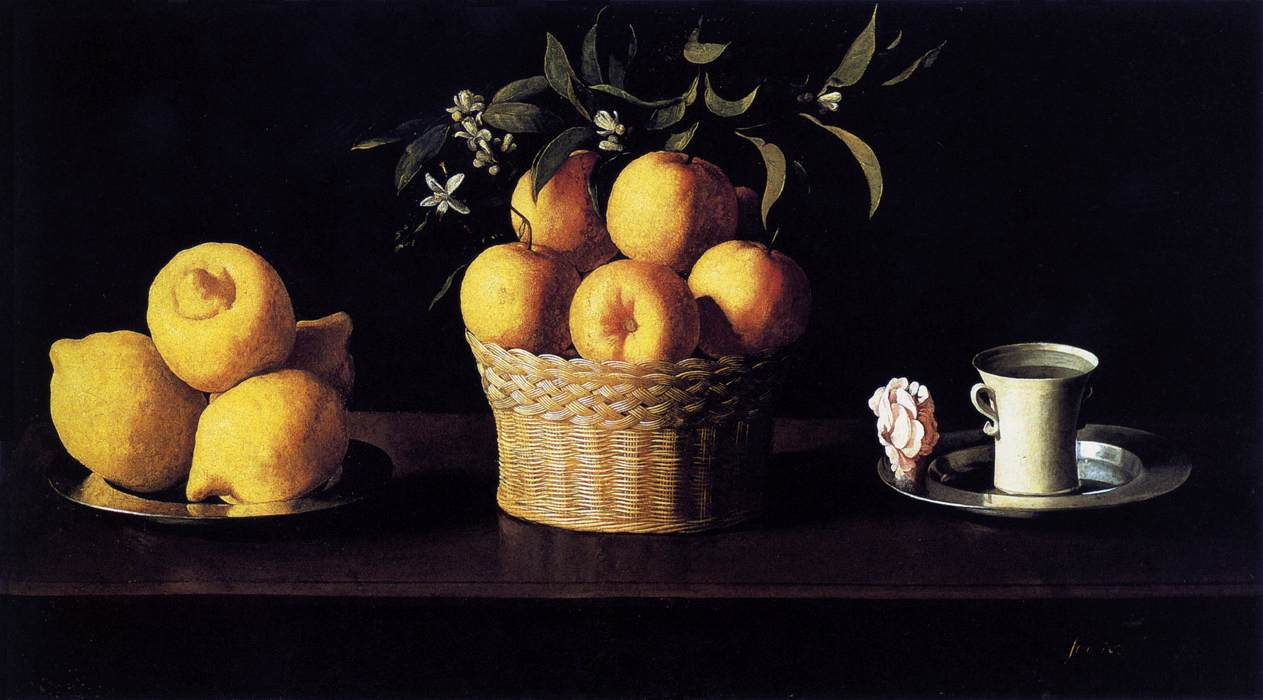
Zurbarán : Nature morte aux citrons et oranges avec une rose (1633)
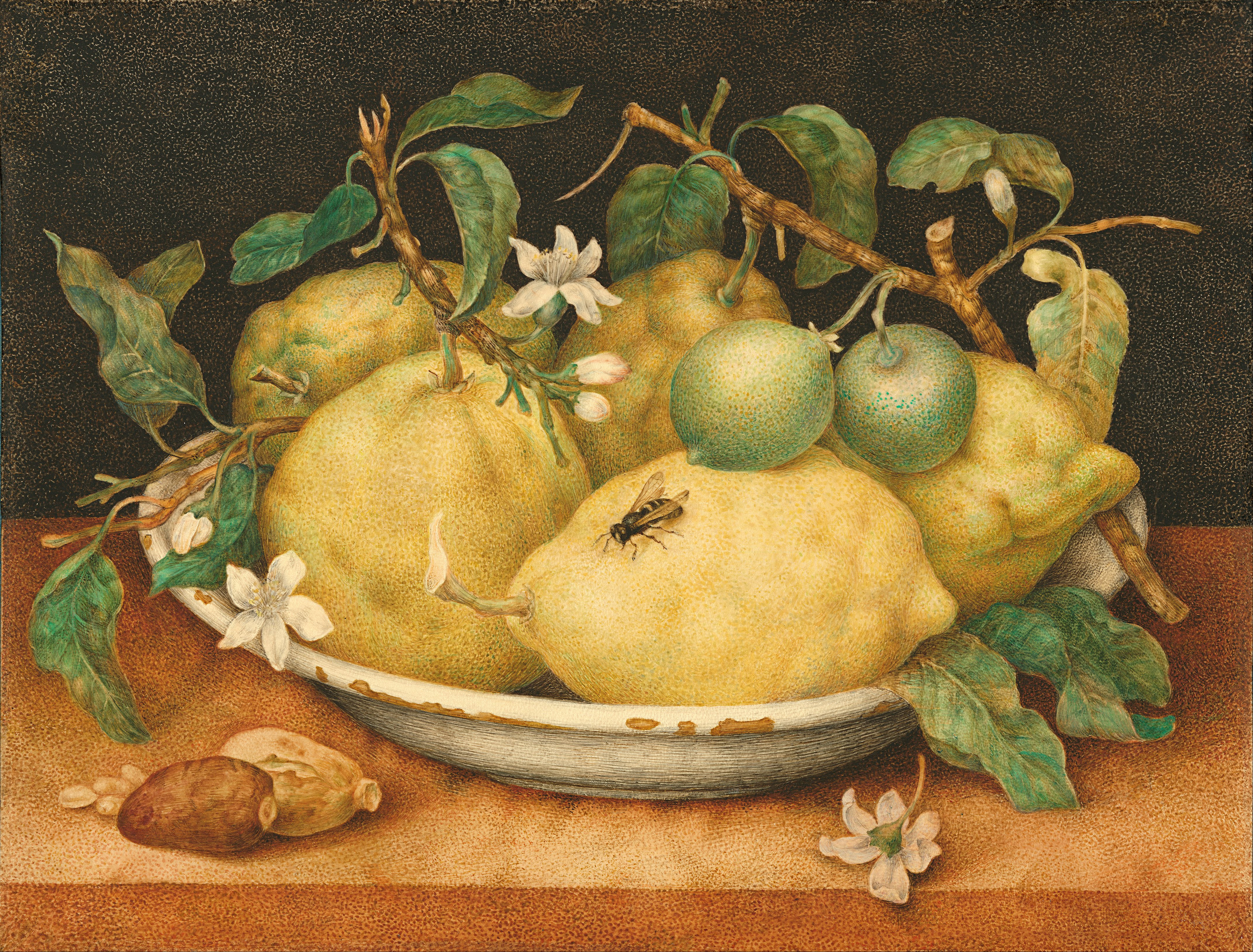
Giovanna Garzoni, Nature morte aux citrons (fin des années 1640)
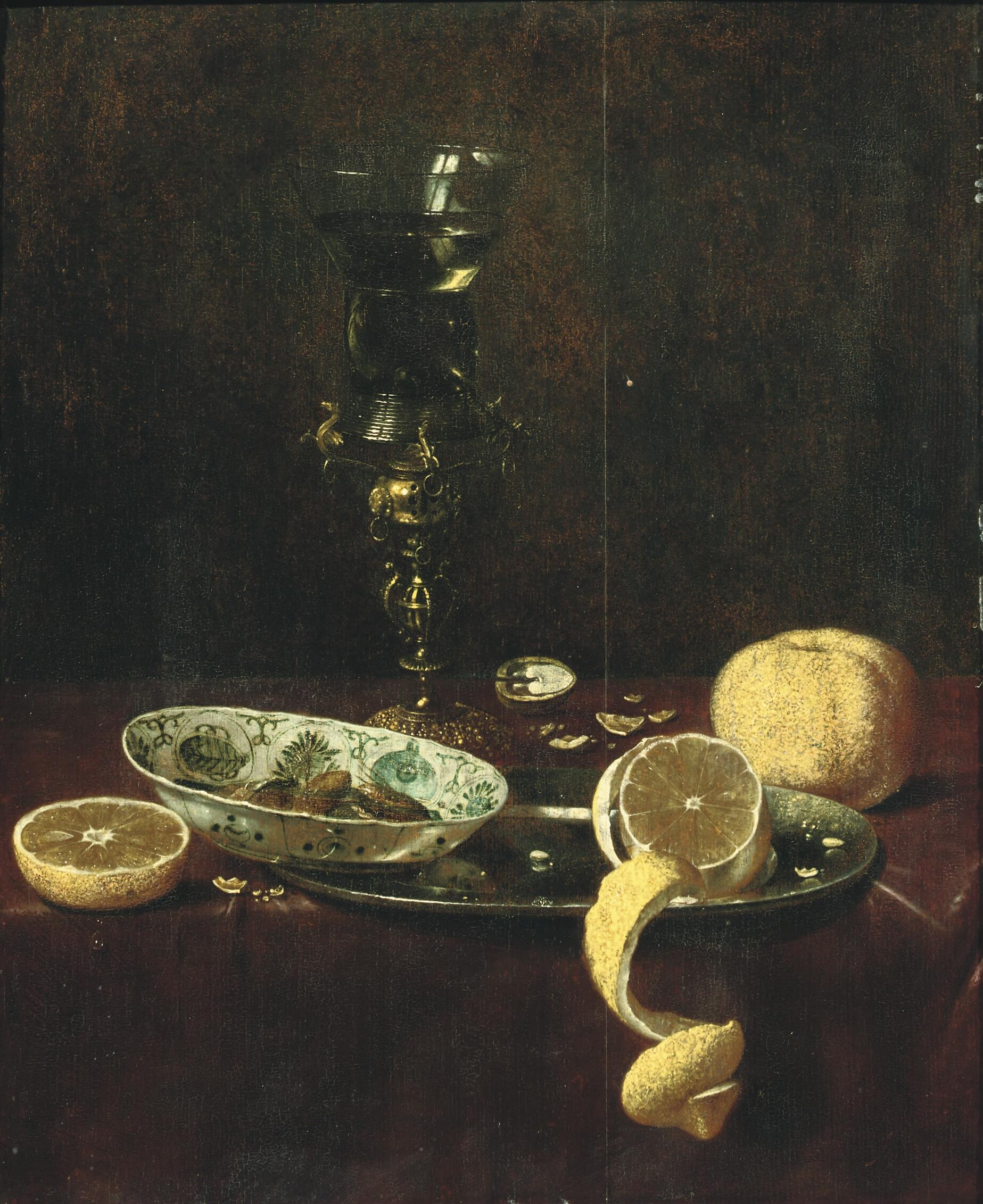
Jan van de Velde, Nature morte aux citrons (milieu du XVIIe siècle)
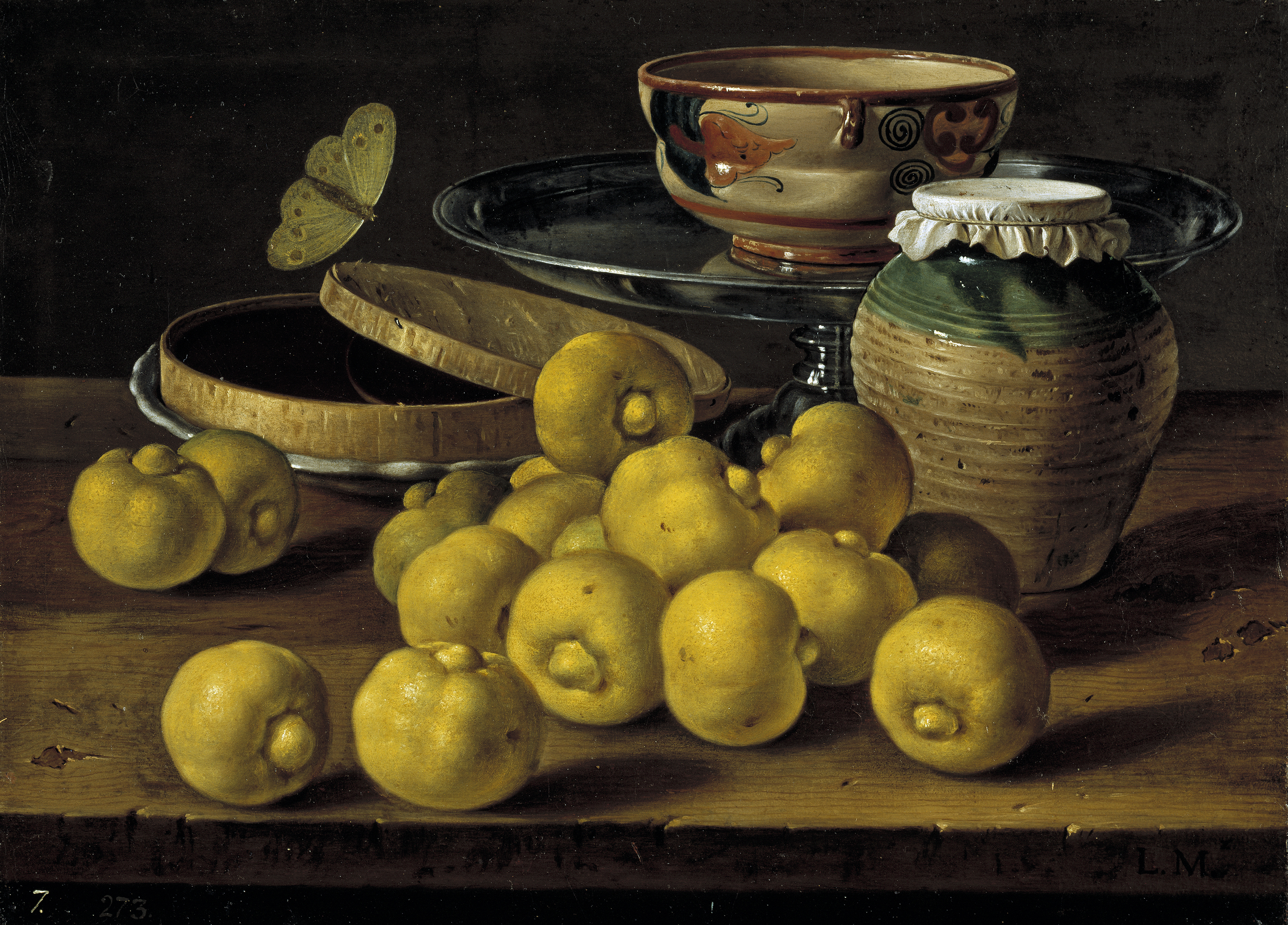
Luis Meléndez : Citrons, boîte de gelée, papillon et récipients (vers 1770)
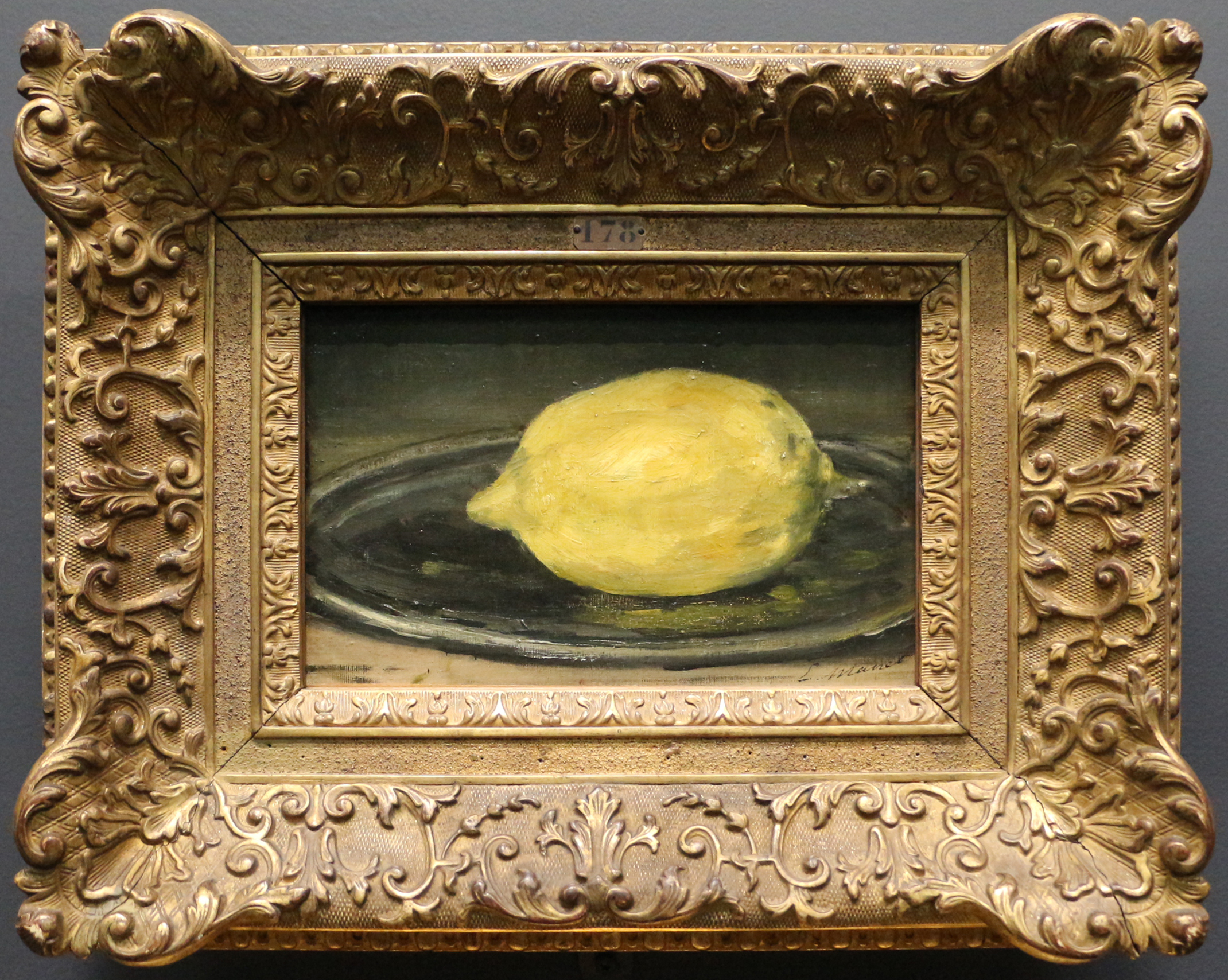
Édouard Manet, Le Citron, 1880
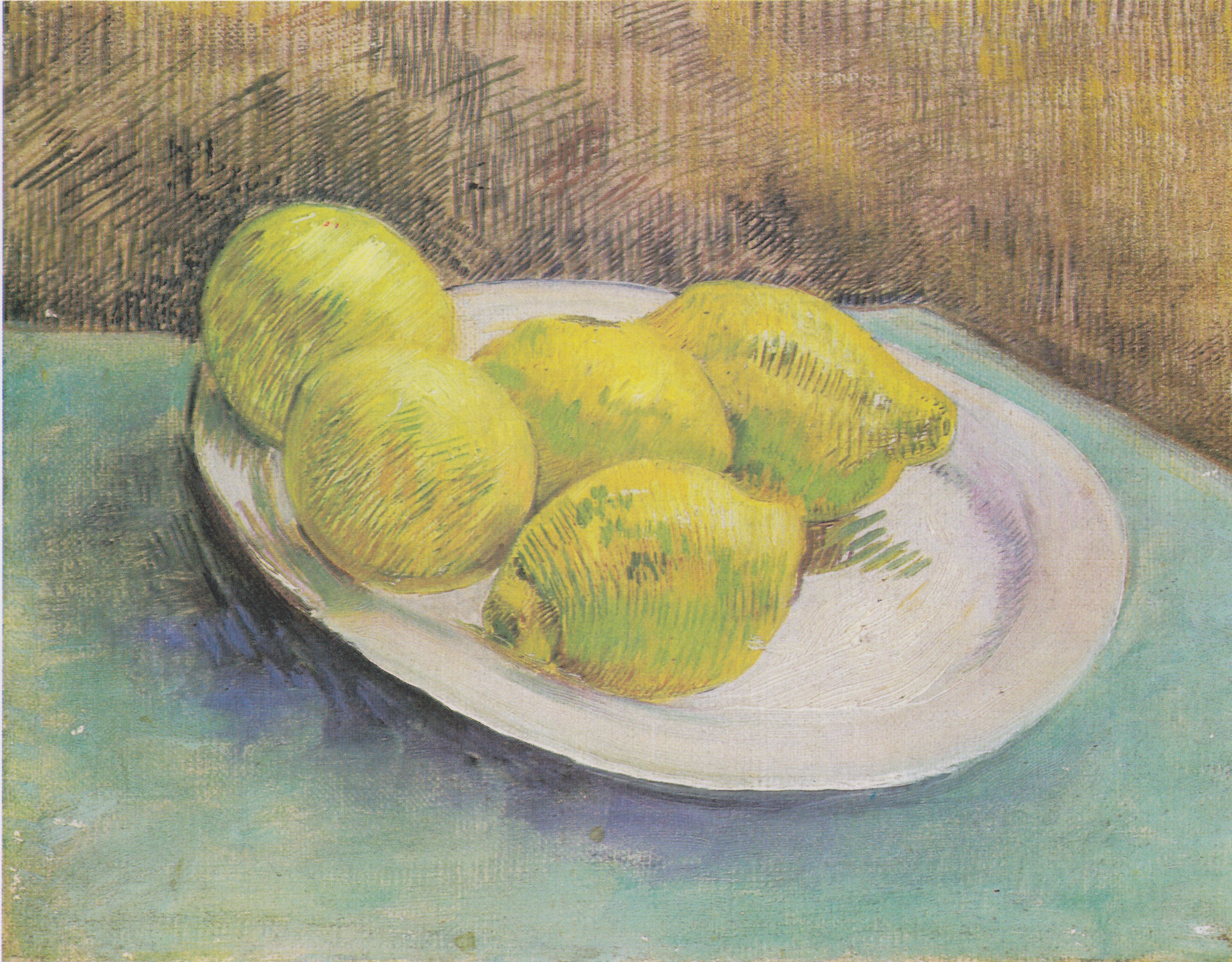
Van Gogh : Nature morte aux citrons (1887)
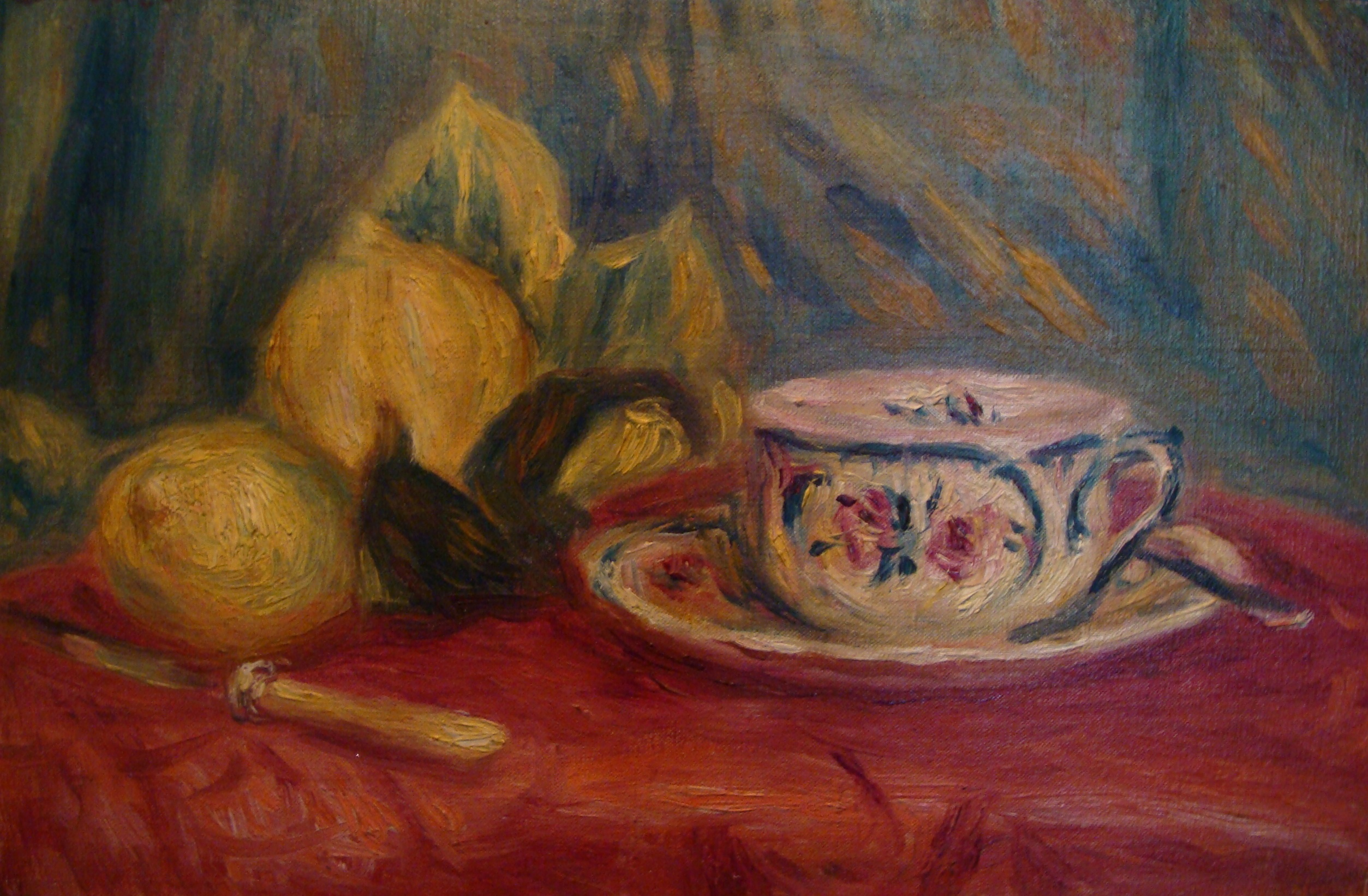
Auguste Renoir : Citrons et Tasse à Cagnes (1912)